# 교토시
교토시(일본어: 京都市 교토시[*], 듣기 (도움말·정보), 문화어: 교또시)는 일본 교토부 남부에 있는 시로, 교토부의 부청 소재지이며 정령지정도시로 지정되어 있다. 일본 도시 가운데 여덟 번째로 인구가 많다. 794년부터 1869년까지 일본의 수도였기에 〈고도〉로 부르기도 한다.

## 역사

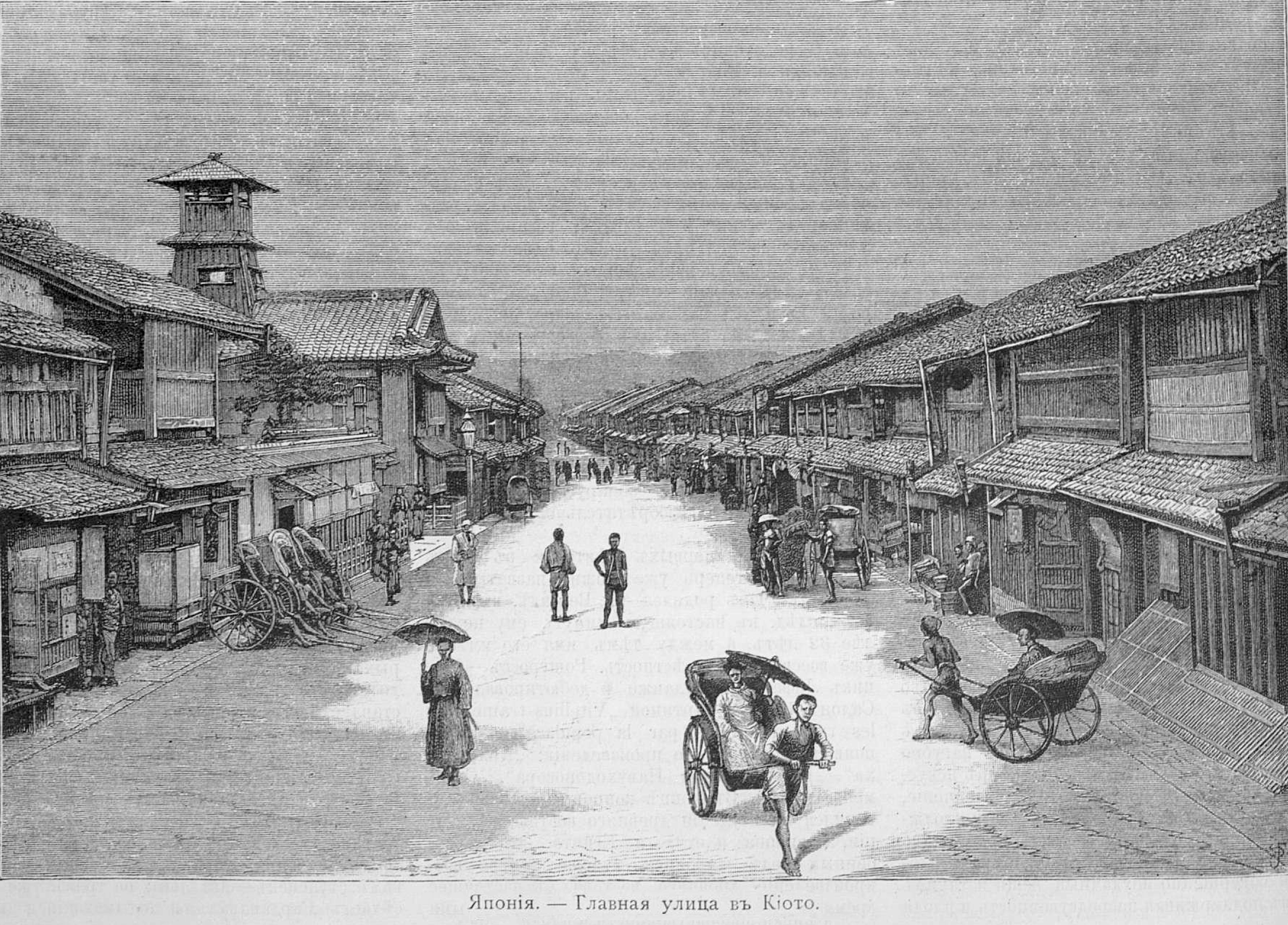
1891년의 교토시

기요미즈데라

교토(京都)의 한자 뜻 자체가 수도(미야코)이며 역사적으로 약 1,000년 동안 일본의 수도였다. 일본에 처음으로 사람이 살았다는 증거는 기원전 10,000년경부터 나타나지만 6세기 전까지 교토 지역에는 인간의 활동 흔적이 없다. 교토에는 6, 7세기부터 한반도와 중국 대륙에서 건너온 도래인들이 정착하였다. 8세기에 강력한 불교 신자들이 황실 직무에 관여하자 천황은 불교 영향력에서 멀리 떨어진 곳으로 수도를 이전하였다. 간무 천황은 당시 야마시로국 가도노군 우다촌을 수도로 선택하였다.
794년 간무 천황은 나라(奈良)에서 이곳으로 수도를 옮겨 헤이안쿄(平安京)라 하였고 일본 역사에서 헤이안 시대를 열었다. 교토는 1868년 메이지 유신으로 수도를 도쿄로 이전하기 전까지 일본 수도였다.
가마쿠라 시대, 무로마치 시대를 거쳐 꾸준히 성장하던 교토는 1467년 오닌의 난으로 상당 부분이 불타 없어졌다. 특히 무로마치 막부 중기에는 아시카가 요시마사의 별장이 있던 교토에서 히가시야마 이름을 딴 히가시야마 문화의 발전으로 노, 다도, 화도, 렌가, 정원 등이 발달하였다.
1603년 도쿠가와 이에야스는 에도 막부를 세우고 교토 소사대(京都所司代)를 두어 교토를 다스렸다. 교토는 에도, 오사카와 함께 3도(三都)라 불렀다. 1869년 메이지 정부가 도쿄로 천도함에 따라 교토는 1,000년 이상 이어오던 수도의 지위는 사라지고, 전통문화 도시로 그 성격을 바꾸었다.
미국은 제2차 세계 대전 말에 원자폭탄 투하지로 일본의 정신적 중심이었던 교토를 고려하였다. 그러나 프랭클린 D. 루스벨트와 트루먼 정부 국방장관 헨리 스팀슨은 유서 깊은 고대 도시의 파괴를 반대하여 공격 목표를 교토에서 나가사키로 수정하였고, 교토는 그 피해를 면했다.
결과적으로 교토는 마치야(町屋)로 부르는 일본 전통 주택과 전쟁 이전의 건물들이 풍부하게 남은 일본에서 몇 안되는 도시 중 하나다. 현대화로 교토역 복합단지와 새로운 건축물들을 세우며 전통적인 교토의 모습은 점차 사라졌다. 1956년 9월 1일에 일본에서 처음으로 정령지정도시로 지정되었다. 1997년에는 교토에서 온실 가스 배출 감축 회의인 교토 의정서를 개최하였다.
교토를 세운 이후 지금까지 대도시로 성장했으며 한동안 일본에서 가장 큰 도시였으나, 16세기 말에 오사카와 에도가 그 자리를 차지했다. 제2차 세계 대전 이전에 교토는 고베, 나고야와 함께 일본에서 가장 큰 도시 4위, 5위 자리였다. 1947년에 3위가 되었으나 이후 다시 떨어졌다. 1960년대에는 5위가 되었고 1990년대에는 7위가 되었다.

## 지리

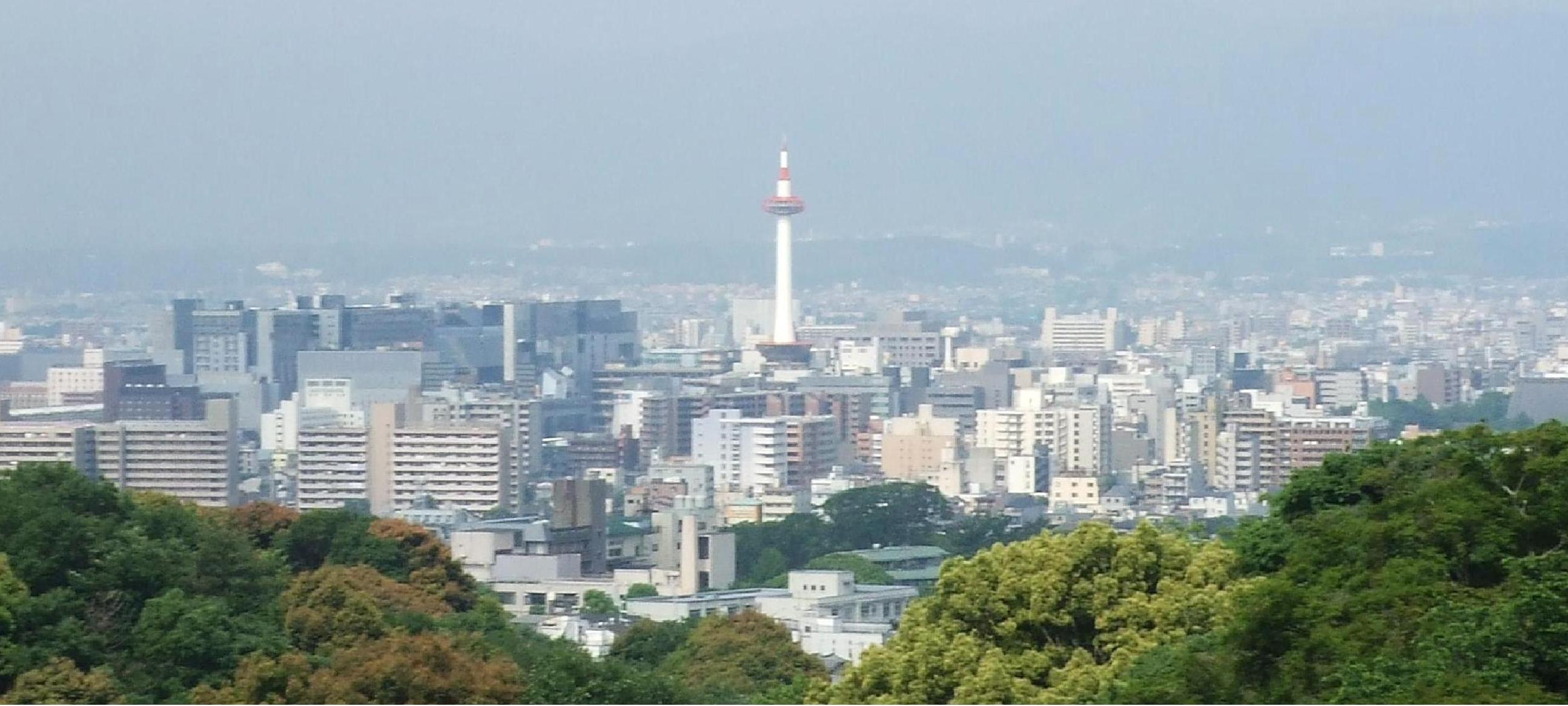
교토 타워와 교토 시가지

교토는 계곡에 위치하며 야마시로(또는 교토) 분지의 일부이고 산지의 동부는 단바 고지이다. 야마시로 분지는 동쪽, 서쪽, 북쪽 삼면이 1000m가 넘는 산들로 둘러싸여 있다. 이러한 내륙성 위치로 여름에는 덥고 겨울에는 춥다. 분지에는 남쪽으로 우지강, 서쪽으로 가쓰라가와강, 동쪽으로 가모가와강까지 강이 세 개가 흐른다. 면적은 827.9 km2로 교토부 면적의 1.9%를 차지한다.
원래 교토는 중국 전통 풍수에 따라 고대 중국 수도 장안(현재의 시안시)을 모방하여 도시 구조를 배치했다. 황궁은 남쪽을 바라보며 우쿄(수도의 오른쪽 부분)는 서쪽, 사쿄(수도의 왼쪽 부분)는 동쪽이다. 오늘날 나카교구, 시모교구, 가미교구 거리는 여전히 바둑판 양식이다.
오늘날 주요 업무 지역은 옛 황궁 남쪽에 위치하며 인구가 적은 북쪽 지역은 녹지가 많이 남았다. 주변 지역은 도시 중심 같은 바둑판 양식은 아니다.

## 인구
| 연도  | 인구      | ±%     |
| ----- | --------- | ------ |
| 1873  | 238,663   | —      |
| 1889  | 279,165   | +17.0% |
| 1900  | 371,600   | +33.1% |
| 1910  | 470,033   | +26.5% |
| 1920  | 591,323   | +25.8% |
| 1930  | 765,142   | +29.4% |
| 1940  | 1,089,726 | +42.4% |
| 1950  | 1,101,854 | +1.1%  |
| 1960  | 1,284,818 | +16.6% |
| 1970  | 1,419,165 | +10.5% |
| 1980  | 1,473,065 | +3.8%  |
| 1990  | 1,461,103 | −0.8%  |
| 2000  | 1,467,785 | +0.5%  |
| 2010  | 1,474,015 | +0.4%  |
| 2015  | 1,475,183 | +0.1%  |
| 출처: |           |        |

## 기후
| 교토시의 기후                                                | 교토시의 기후 | 교토시의 기후 | 교토시의 기후 | 교토시의 기후 | 교토시의 기후 | 교토시의 기후 | 교토시의 기후 | 교토시의 기후 | 교토시의 기후 | 교토시의 기후 | 교토시의 기후 | 교토시의 기후 | 교토시의 기후   |
| 월                                                           | 1월           | 2월           | 3월           | 4월           | 5월           | 6월           | 7월           | 8월           | 9월           | 10월          | 11월          | 12월          | 연간            |
| ------------------------------------------------------------ | ------------- | ------------- | ------------- | ------------- | ------------- | ------------- | ------------- | ------------- | ------------- | ------------- | ------------- | ------------- | --------------- |
| 역대 최고 기온 °C (°F)                                       | 19.9 (67.8)   | 22.9 (73.2)   | 25.7 (78.3)   | 30.7 (87.3)   | 34.9 (94.8)   | 37.2 (99.0)   | 39.8 (103.6)  | 39.8 (103.6)  | 38.1 (100.6)  | 33.6 (92.5)   | 26.9 (80.4)   | 22.8 (73.0)   | 39.8 (103.6)    |
| 일평균 최고 기온 °C (°F)                                     | 9.1 (48.4)    | 10.0 (50.0)   | 14.1 (57.4)   | 20.1 (68.2)   | 25.1 (77.2)   | 28.1 (82.6)   | 32.0 (89.6)   | 33.7 (92.7)   | 29.2 (84.6)   | 23.4 (74.1)   | 17.3 (63.1)   | 11.6 (52.9)   | 21.1 (70.0)     |
| 일일 평균 기온 °C (°F)                                       | 4.8 (40.6)    | 5.4 (41.7)    | 8.8 (47.8)    | 14.4 (57.9)   | 19.5 (67.1)   | 23.3 (73.9)   | 27.3 (81.1)   | 28.5 (83.3)   | 24.4 (75.9)   | 18.4 (65.1)   | 12.5 (54.5)   | 7.2 (45.0)    | 16.2 (61.2)     |
| 일평균 최저 기온 °C (°F)                                     | 1.5 (34.7)    | 1.6 (34.9)    | 4.3 (39.7)    | 9.2 (48.6)    | 14.5 (58.1)   | 19.2 (66.6)   | 23.6 (74.5)   | 24.7 (76.5)   | 20.7 (69.3)   | 14.4 (57.9)   | 8.4 (47.1)    | 3.5 (38.3)    | 12.1 (53.8)     |
| 역대 최저 기온 °C (°F)                                       | −11.9 (10.6)  | −11.6 (11.1)  | −8.2 (17.2)   | −4.4 (24.1)   | −0.3 (31.5)   | 4.9 (40.8)    | 10.6 (51.1)   | 11.8 (53.2)   | 7.8 (46.0)    | 0.2 (32.4)    | −4.4 (24.1)   | −9.4 (15.1)   | −11.9 (10.6)    |
| 평균 강수량 mm (인치)                                        | 53.3 (2.10)   | 65.1 (2.56)   | 106.2 (4.18)  | 117.0 (4.61)  | 151.4 (5.96)  | 199.7 (7.86)  | 223.6 (8.80)  | 153.8 (6.06)  | 178.5 (7.03)  | 143.2 (5.64)  | 73.9 (2.91)   | 57.3 (2.26)   | 1,522.9 (59.96) |
| 평균 강설량 cm (인치)                                        | 5 (2.0)       | 7 (2.8)       | 1 (0.4)       | 0 (0)         | 0 (0)         | 0 (0)         | 0 (0)         | 0 (0)         | 0 (0)         | 0 (0)         | 0 (0)         | 2 (0.8)       | 15 (5.9)        |
| 평균 강수일수 (≥ 1.0 mm)                                     | 6.4           | 7.3           | 9.5           | 9.4           | 9.7           | 11.5          | 11.6          | 8.3           | 9.8           | 8.2           | 6.3           | 6.6           | 104.6           |
| 평균 상대 습도 (%)                                           | 67            | 65            | 61            | 59            | 60            | 66            | 69            | 66            | 67            | 68            | 68            | 68            | 65              |
| 평균 월간 일조시간                                           | 123.5         | 122.2         | 155.4         | 177.3         | 182.4         | 133.1         | 142.7         | 182.7         | 142.7         | 156.0         | 140.7         | 134.4         | 1,794.1         |
| 출처: 일본 기상청 (평년값: 1991년~2020년, 극값: 1880년~현재) |               |               |               |               |               |               |               |               |               |               |               |               |                 |

## 행정 구역

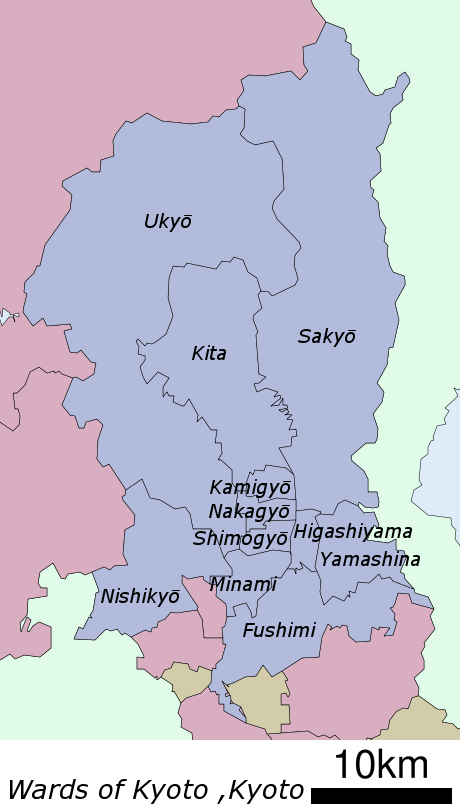
교토시의 구

교토시에는 11개의 구가 있다.
- 나카교구(中京區)
- 가미교구(上京區)
- 시모교구(下京區)
- 사쿄구(左京區)
- 우쿄구(右京區)
- 니시쿄구(西京區)
- 히가시야마구(東山區)
- 기타구(北區)
- 미나미구(南區)
- 후시미구(伏見區)
- 야마시나구(山科區)

## 경제

### 산업

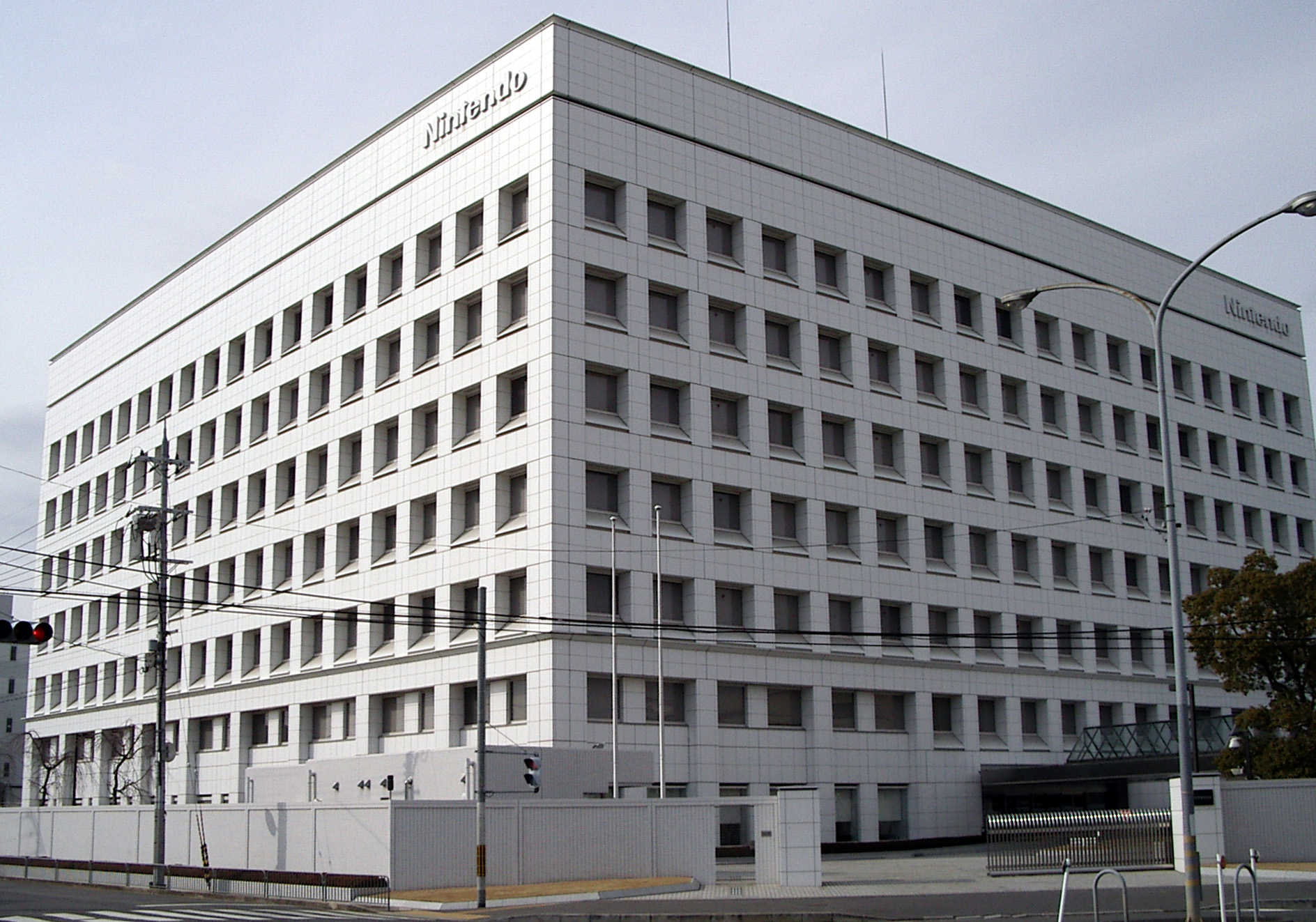
교토의 닌텐도 본사 건물

하늘색은 교토 도시권 지자체 네트워크에서 정한 교토 광역권, 파란색은 교토의 도시고용권, 남색은 교토시이다.

교토의 주요 산업은 IT와 전자 산업으로 교토에 본사를 둔 기업으로는 닌텐도, 인텔리전트 시스템즈, 도세, 오므론, 교세라, 시마즈, 로옴, 호리바, 일본전산, 니치콘, GS 유아사, 무라타 기계가 있다. 무라타 제작소의 본사는 교토시의 교외인 나가오카쿄시에 있다.
관광업 또한 교토 경제의 기반이다. 도시 문화 유산을 바탕으로 일본 학생들과 많은 외국 관광객들이 계속해서 교토를 방문한다. 2007년에 교토시는 6년 연속 교토 방문객 수가 최고치를 경신했다고 발표했고 지역 브랜드 조사에서 일본에서 두 번째로 매력적인 도시로 선정되었다.
일본 전통 수공예품 또한 교토의 주요 산업으로 작은 공장 장인들이 운영한다. 교토의 기모노 직조는 특히 유명하고 도시는 최고의 기모노 생산 중심지로 남아 있다. 과거에 활발했던 이러한 산업들은 전통 상품 판매의 침체로 최근에는 쇠퇴하고 있다.
사케 양조는 교토의 또다른 전통 산업이며, 월계관은 주요 사케 양조회사로 교토에 본사를 두고 있다.
교토에 본사를 둔 다른 기업으로 의복 회사인 와코루와 배송 회사인 사가와 급편, 택시 회사 MK 택시, 개라지 키트 제조사인 보크스가 있다.
교토시가 교토부 인구에서 차지하는 비중(인구 집중도)는 55%이다. 2010년 기준 교토 광역권 내 총생산은 10조 1200억 엔으로 일본에서 네 번째로 큰 경제 규모였다.

### 교통

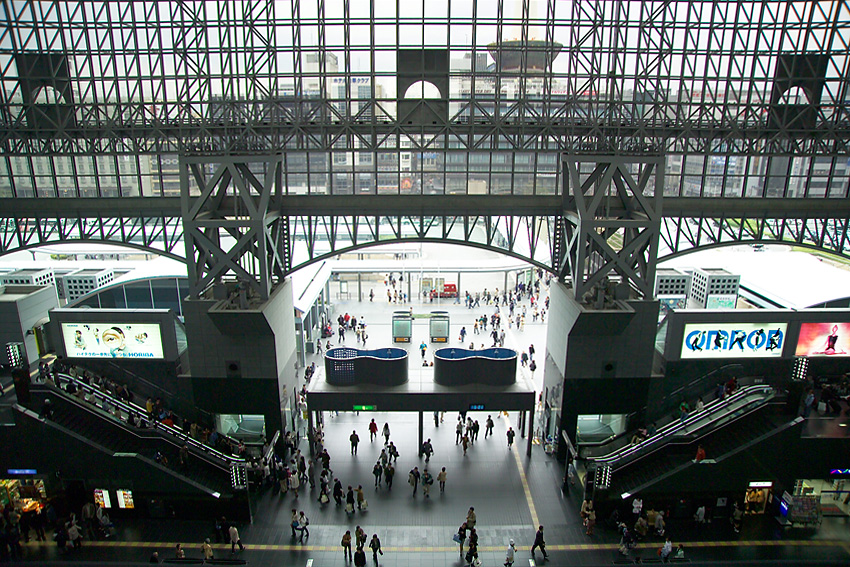
교토역 내부

#### 철도
- 교토시 교통국(교토 시영 지하철)
  - 가라스마선
  - 도자이선
- 도카이 여객철도(JR 도카이)
  - 도카이도 신칸센
- 서일본 여객철도(JR 서일본)
  - 도카이도 본선(비와코선, JR 교토선)
  - 산인 본선(사가노선)
  - 고세이선
  - 나라선
- 긴키 닛폰 철도
  - 교토선
- 게이한 전기 철도
  - 본선
  - 오토선
  - 우지선
  - 게이신선
- 한큐 전철
  - 교토 본선
  - 아라시야마선
- 게이후쿠 전기 철도
  - 아라시야마 본선(일본어판)
  - 기타노선(일본어판)
- 에이잔 전철
  - 본선
  - 구라마선
- 사가노 관광철도
  - 사가노 관광선

#### 도로
- 고속도로
  - 메이신 고속도로
- 국도
  - 국도 1호선
  - 국도 8호선
  - 국도 9호선
  - 국도 24호선
  - 국도 제162호선 (일본)(일본어판)
  - 국도 제171호선 (일본)(일본어판)
  - 국도 제367호선 (일본)(일본어판)
  - 국도 제477호선 (일본)(일본어판)
  - 국도 제478호선 (일본)(일본어판)

## 사회

### 교육

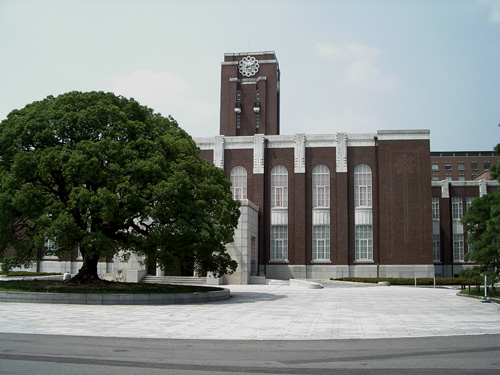
교토 대학

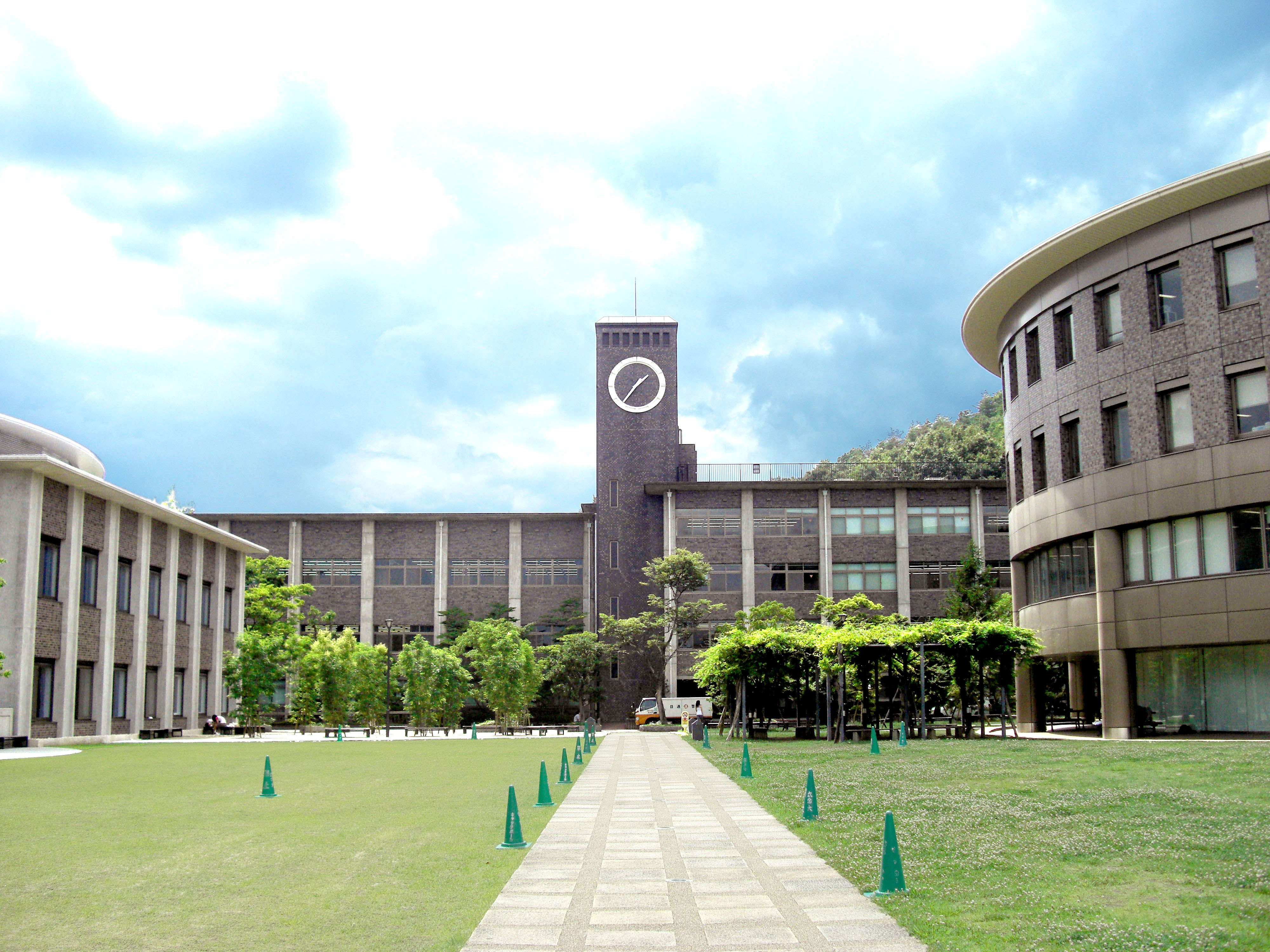
리쓰메이칸 대학

교토시는 학생 거리로 유명하다. 시내에 38개의 대학, 단기 대학이 있다. 이러한 대학 간의 상호 교류를 깊게 하고 경제계와 제휴를 강화하는 '재단법인 대학 컨소시엄 교토'가 있는 것도 특징이다. 2003년 이후 매년 10월 상순에 교토 학생 제전을 개최한다.

#### 국공립 대학
- 교토 대학
- 교토 교육대학
- 교토 공예섬유대학
- 교토 시립 예술대학(교토게이다이)
- 교토 부립 대학
- 교토 부립 의과대학

#### 사립 대학
- 오타니 대학
- 교토 외국어대학(일본어판)
- 교토 고카 여자대학
- 교토 사가 예술대학
- 교토 산업대학
- 교토 정보대학원 대학
- 교토 여자 대학
- 교토 세이카 대학
- 교토 조형예술대학
- 교토 다치바나 대학
- 교토 노틀담 여자 대학
- 교토 약과대학
- 수치인 대학
- 도시샤 대학
- 도시샤 여자 대학
- 헤이안 여학원 대학
- 하나조노 대학
- 불교대학
- 리쓰메이칸 대학
- 류코쿠 대학

## 문화

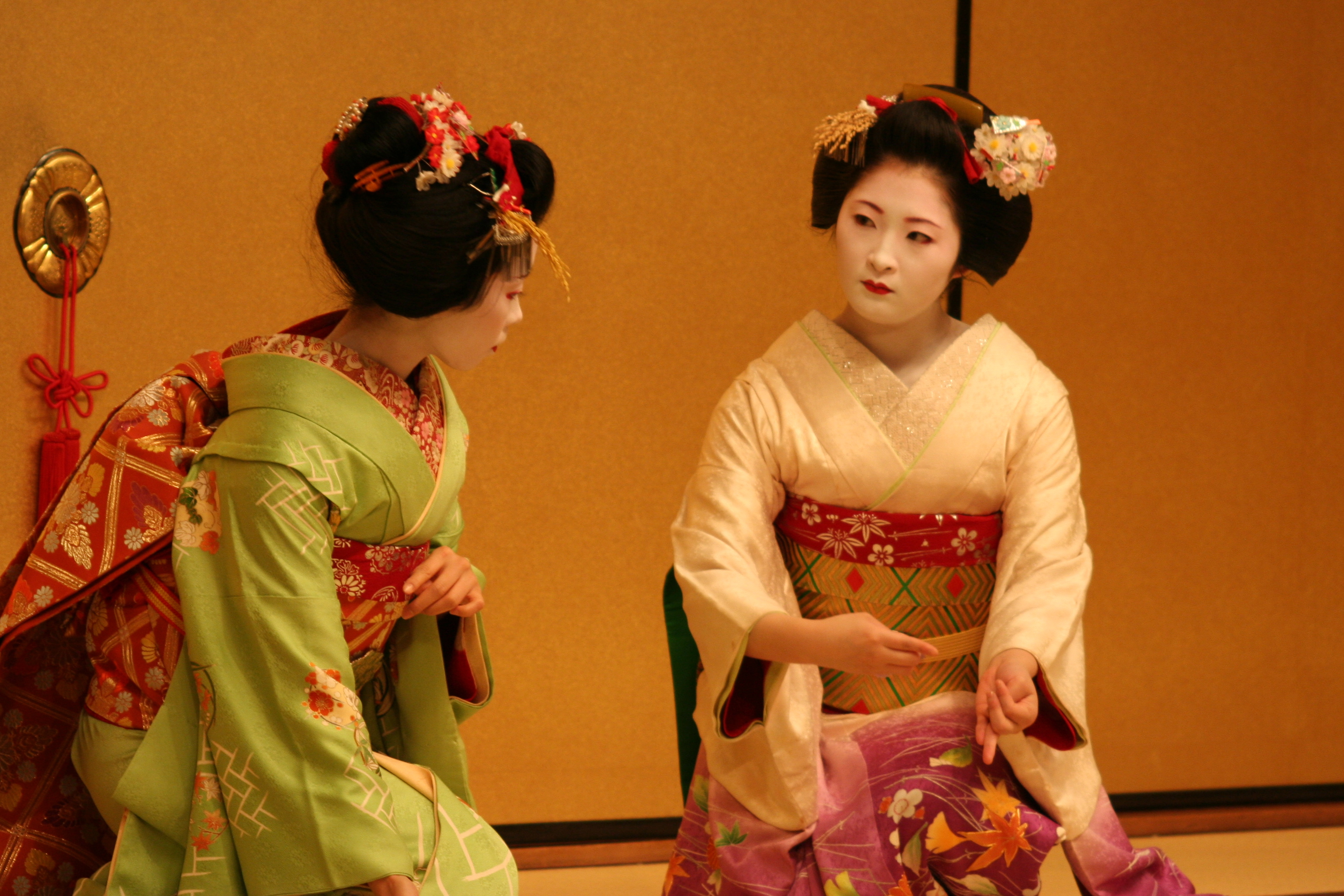
교토의 게이샤

중세 시대에 일본의 궁정 시인들은 교토의 아름다움을 노래했다. 비단에 그린 교토의 모습을 보면 초록색 산 아래에 차를 마시기 좋은 누각을 그렸다. 옛 연대기를 보면 8세기와 9세기에 교토에서 일본을 다스렸던 왕들이 예술을 장려했다는 기록이 있다. 일본의 수도로서 11세기 동안 전쟁, 화재, 지진 등을 겪었고, 2차 대전 당시에는 교토의 문화유산 덕에 원폭을 피했다.
교토시는 약 1,600개의 절과 400개의 신사, 궁전, 정원 등을 잘 보존하였다. 일본에서 전통 건축물을 가장 잘 보존한 도시다. 일본에서 가장 유명한 절 중 하나인 기요미즈데라(청수사)는 산의 경사에 기둥을 세워 지지한 웅장한 목조 사찰이다. 로쿠온지(금각사)는 황금 누각이 있는 절이고 지쇼지(은각사)는 누각의 절이며 료안지(용안사)는 석조 정원으로 유명하다. 헤이안 신궁은 1895년에 세운 신사로 황실을 찬양하고 교토에 처음과 마지막으로 살았던 천황을 기념한다. 교토 어소와 센토 어소를 포함하는 교토 교엔은 오랜 세기 동안 일본 천황들의 거처였다. 가쓰우라 이궁은 일본에서 가장 정교한 건축상의 보물 중 하나이고 슈가쿠인 이궁은 일본 최고의 정원 중 하나이다. 또한 센뉴지 절에는 시조에서 고메이에 이르는 천황의 무덤이 있다.
이러한 교토의 방대한 문화유산은 고대 교토의 역사 기념물이라는 이름으로 1994년 유네스코 세계유산으로 등재되었다. 문화재는 가모 신사(가미와 시모), 도지, 기요미즈데라, 다이고지, 닌나지, 사이호지(고케데라), 덴류지, 로쿠온지(킨카쿠지), 지쇼지(긴카쿠지), 료안지, 혼간지, 고잔지, 니조성을 포함하며, 주로 에도 막부가 세웠다. 도시 바깥쪽의 다른 유적지들도 등재되었다.
교토는 맛있는 일본 음식과 풍성한 요리가 유명하다. 바다에서 멀지만 많은 절들이 있는 도시라는 교토의 특수한 환경으로 인해 교토만의 다양하고 특수한 요리들이 발전했다(교야사이, 京野菜). 전통 문화가 많이 남아 기모노를 입고 다니는 사람들을 흔히 볼 수 있다.
교토 사투리를 교토벤이라 부르며, 간사이 사투리의 일종이다.

### 축제
교토는 1,000년 이상 열린 전통 축제들로 유명하다. 3대 축제 중 가장 먼저 열리는 아오이마쓰리는 매년 5월 15일에 열린다. 7월 한 달 동안은 기온 거리에서 기온마쓰리가 열린다. 특히 7월 17일에 열리는 전통 행진이 유명하다. 8월 16일에는 오본을 기념해 산에 불을 밝혀 영혼을 집으로 인도하는 고잔 노 오쿠리비라는 축제를 연다. 10월 22일에는 지다이마쓰리가 열린다.

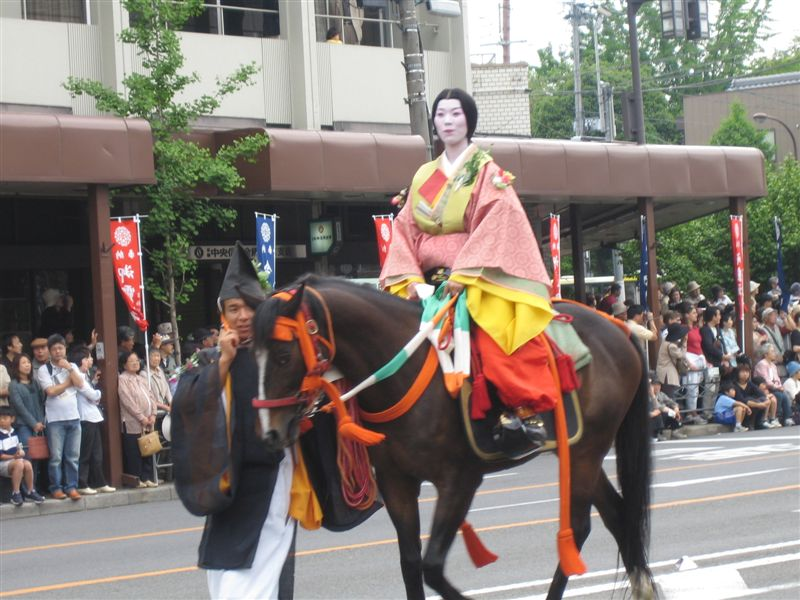
아오이마쓰리의 퍼레이드
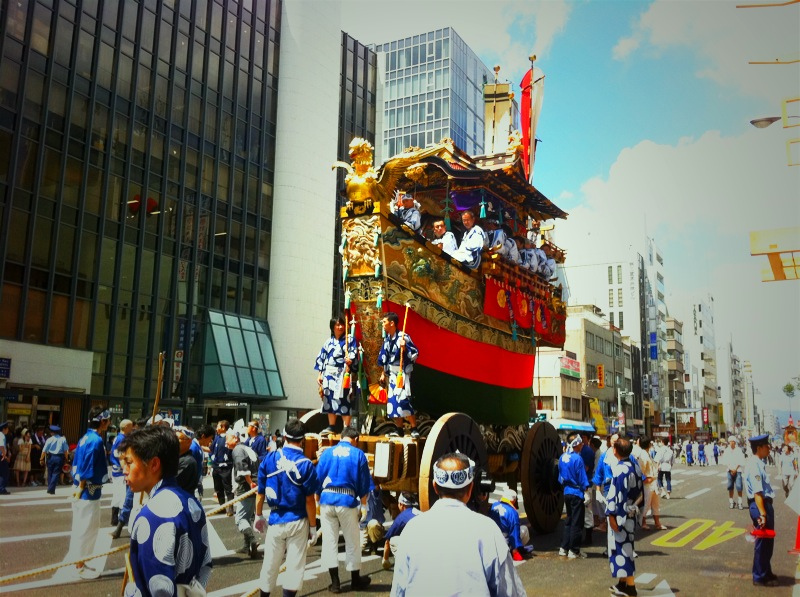
기온마쓰리
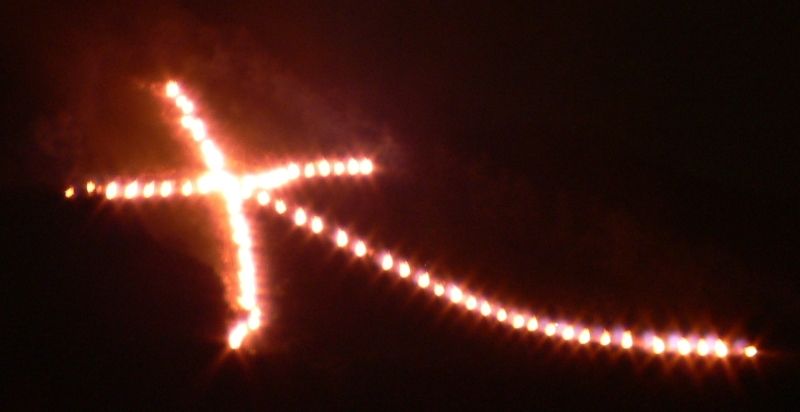
고잔 오쿠리비의 大문자
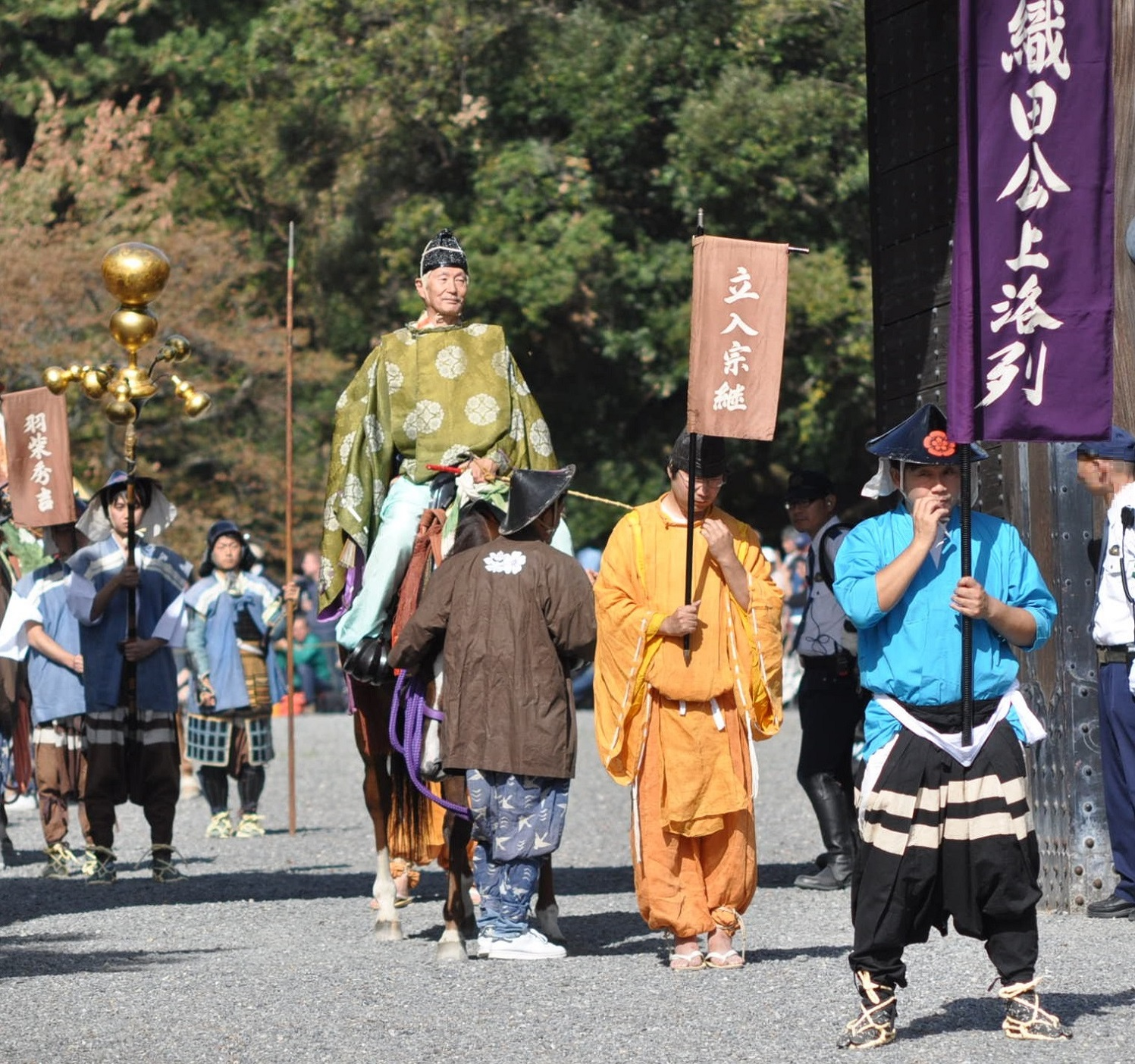
지다이마쓰리의 퍼레이드

## 관광

#### 유네스코 세계유산
일본 국보의 약 20%, 중요 문화재의 약 14%가 교토시에 있다. 1994년에 지정된 고대 교토의 역사 기념물은 교토부 교토시, 우지시와 시가현 오쓰시에 소재한 17곳이다.

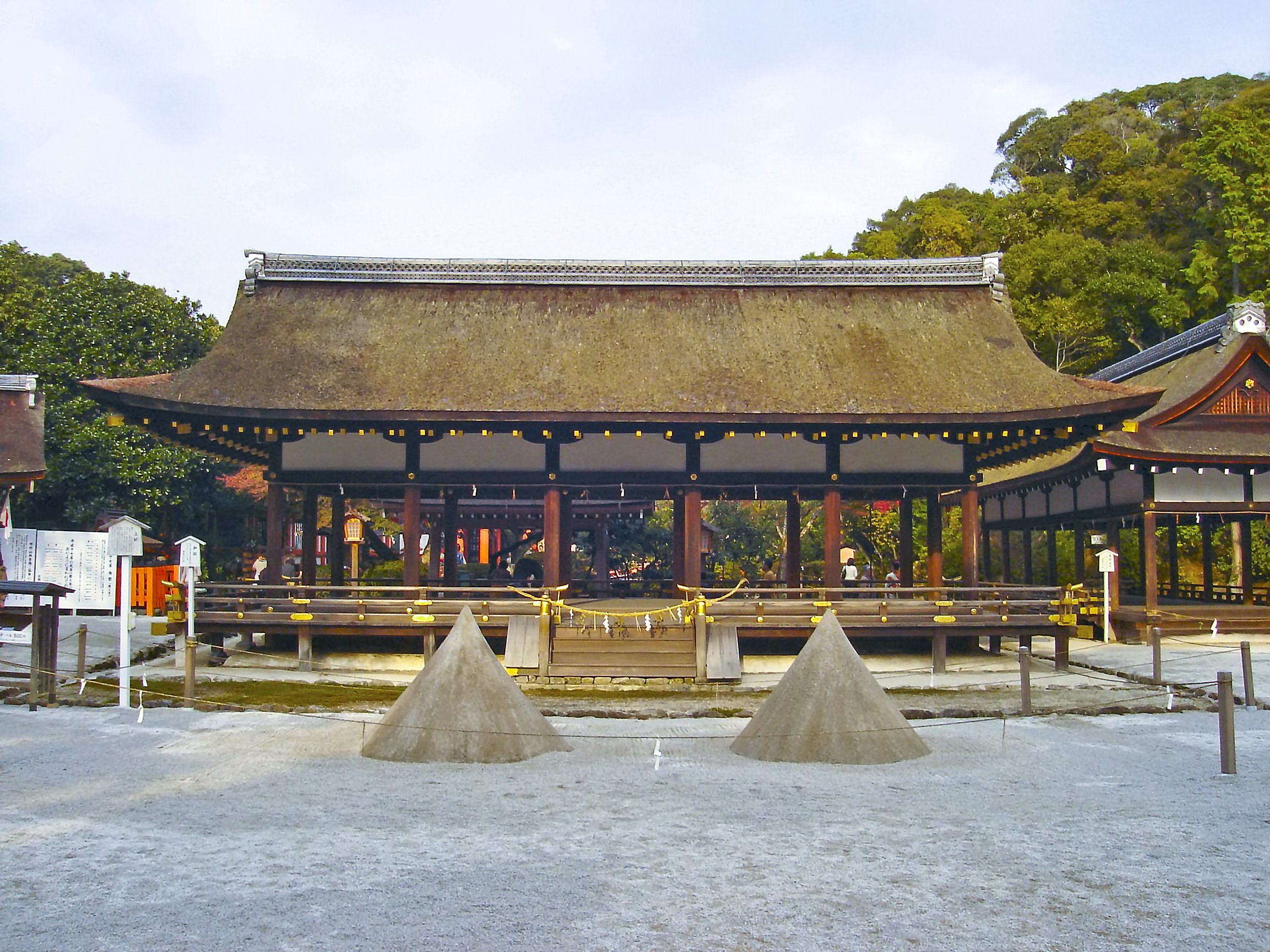
가미가모 신사 (上賀茂神社)
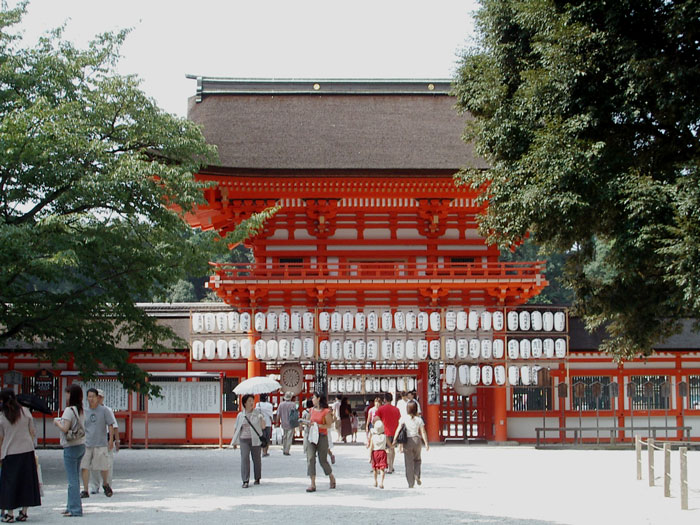
시모가모 신사 (下鴨神社)
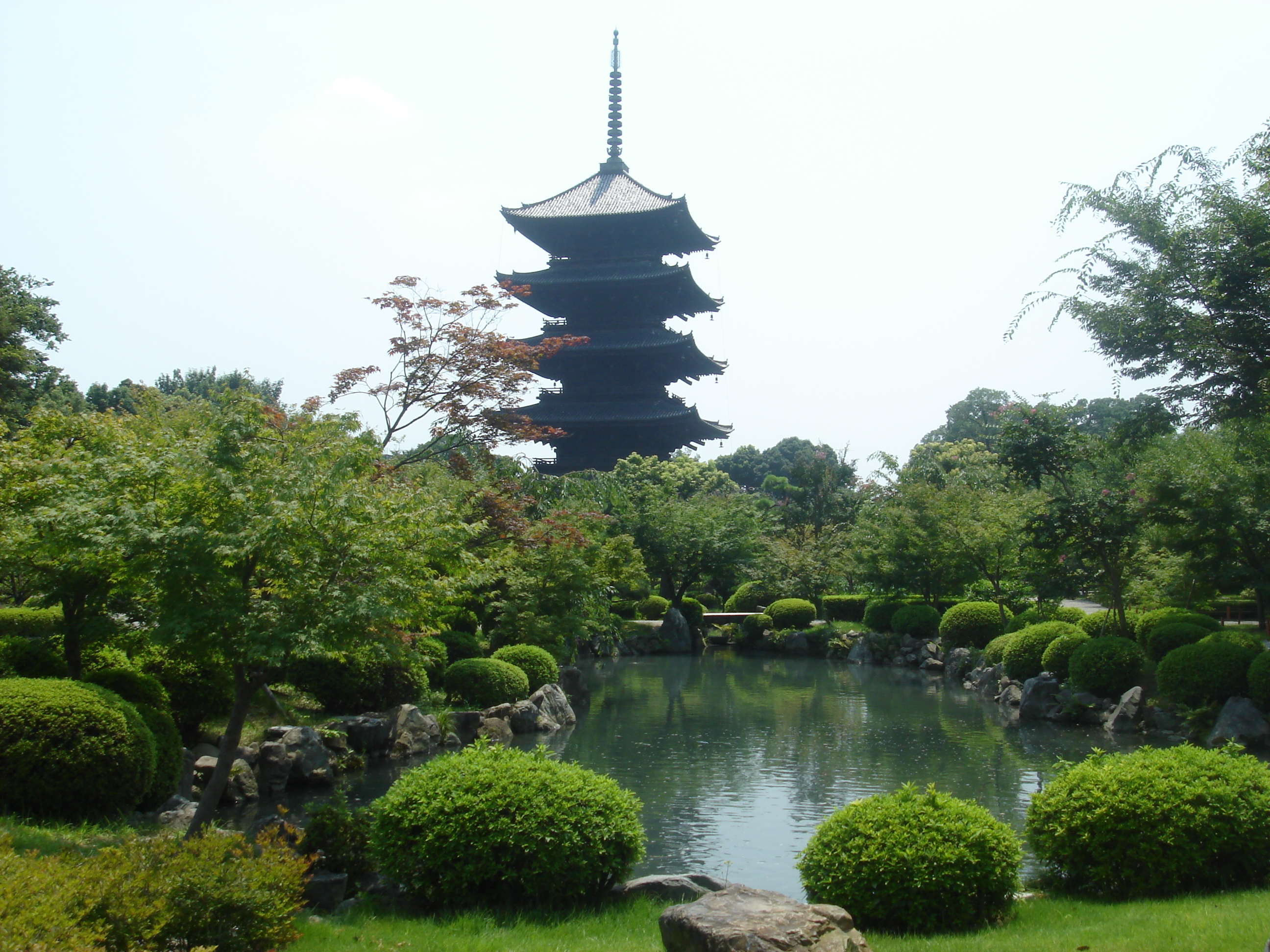
도지(東寺)
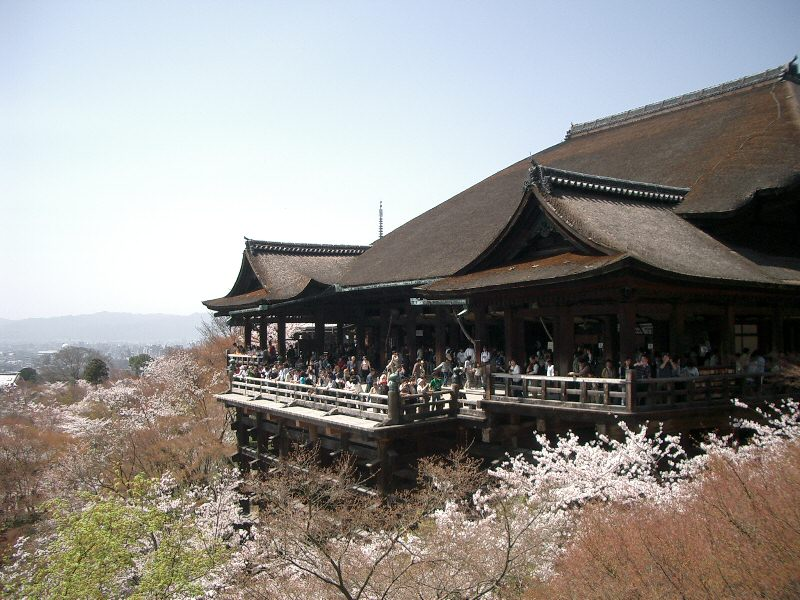
기요미즈데라(清水寺)
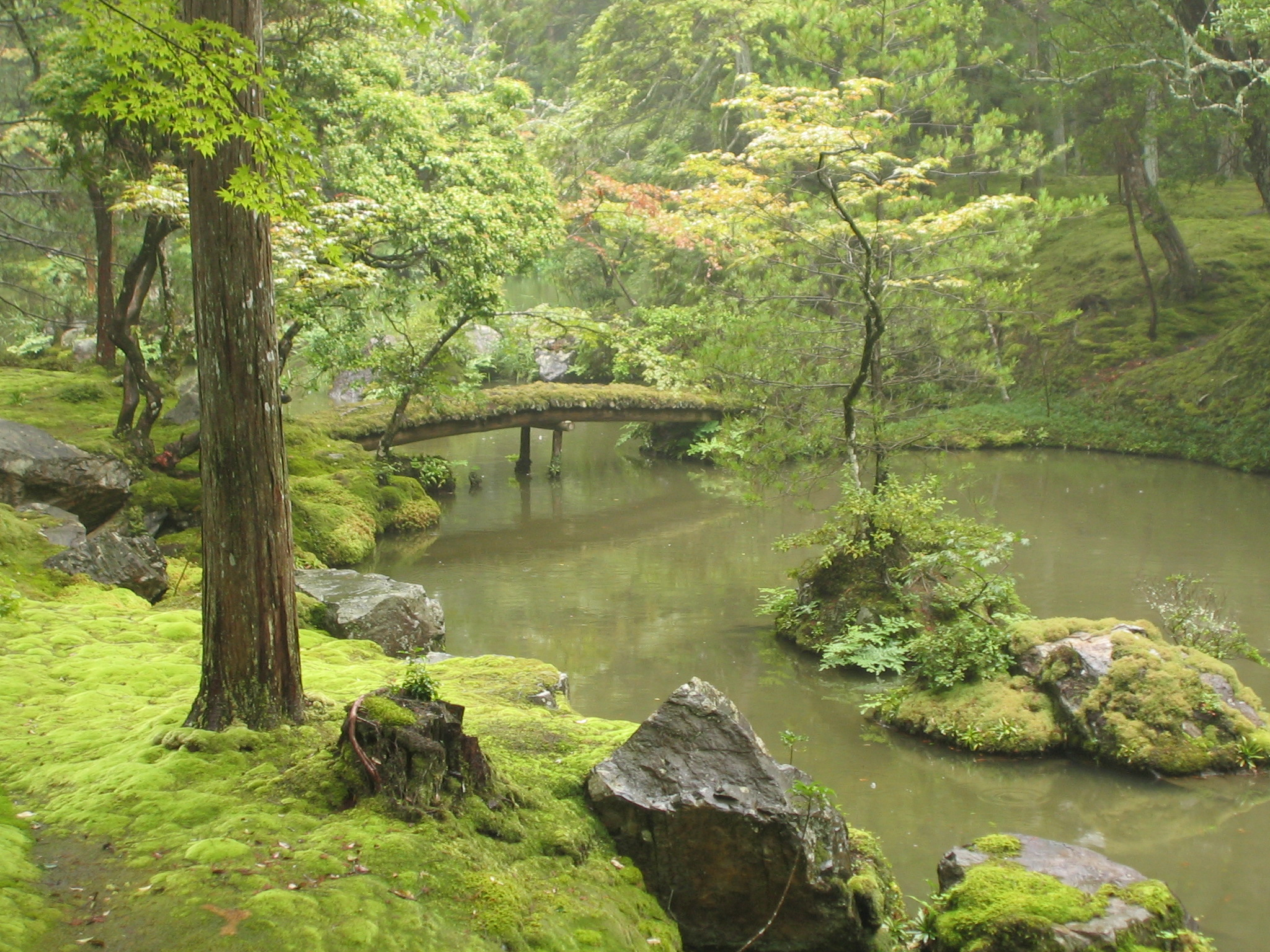
사이호지(西芳寺)
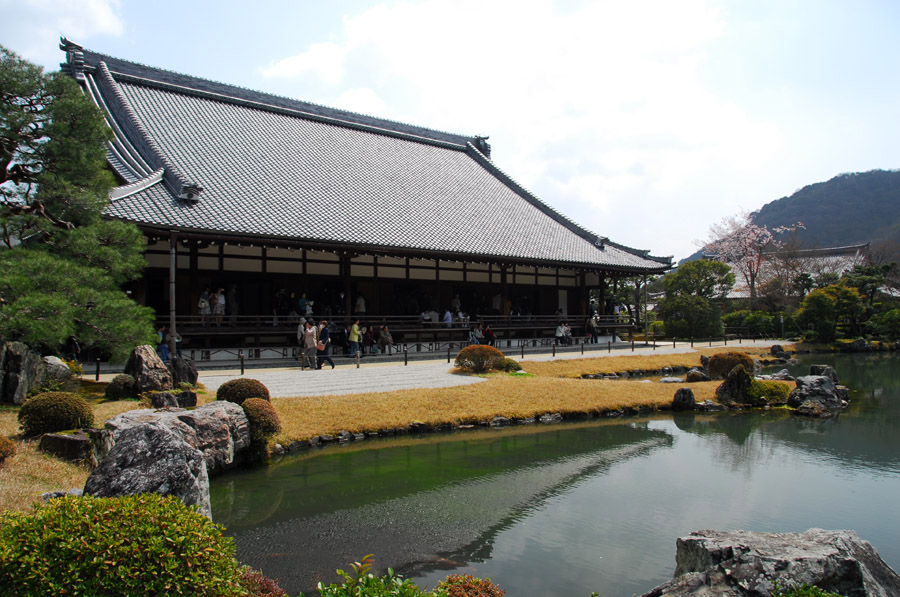
덴류지(天龍寺)
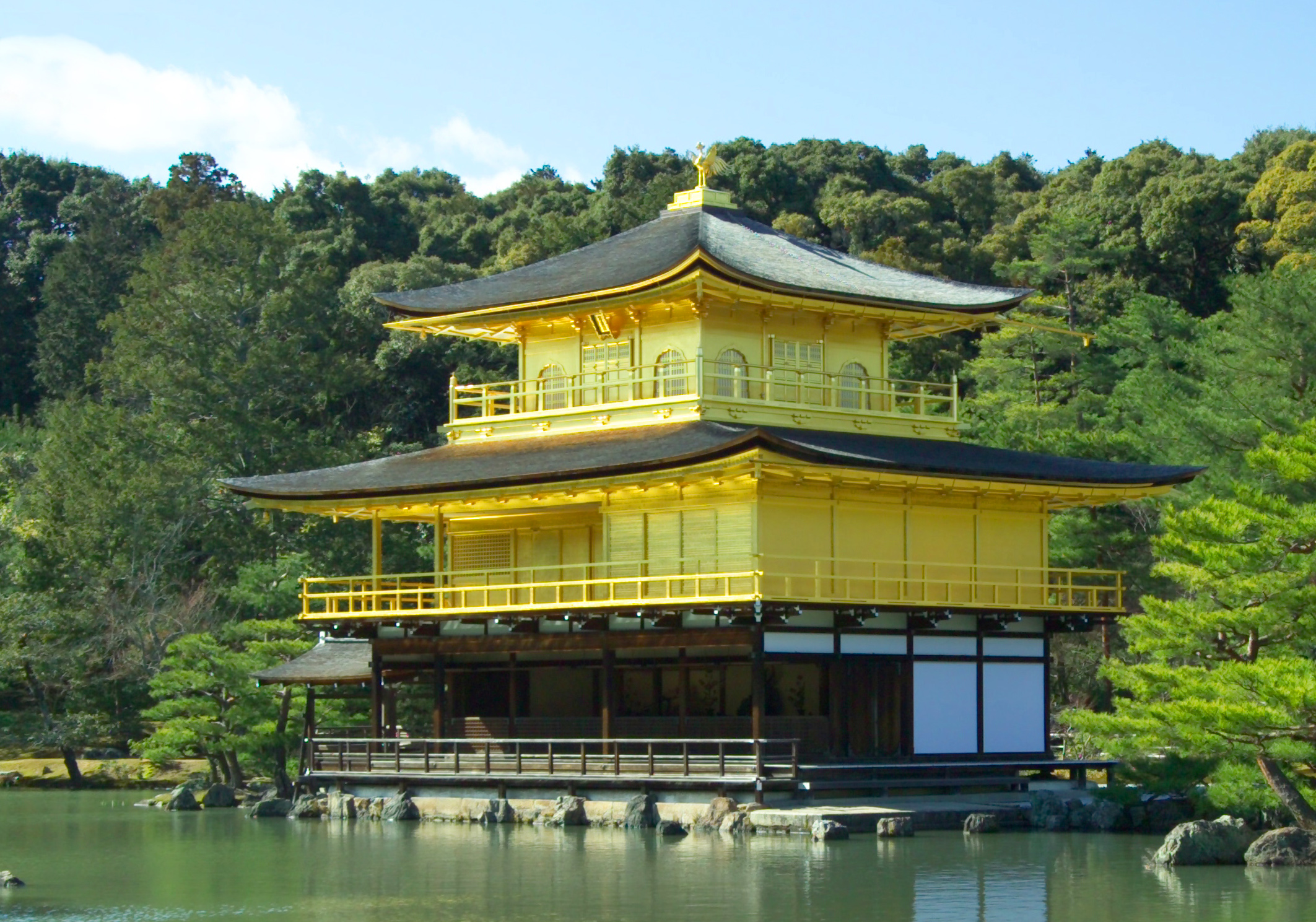
로쿠온지(鹿苑寺）
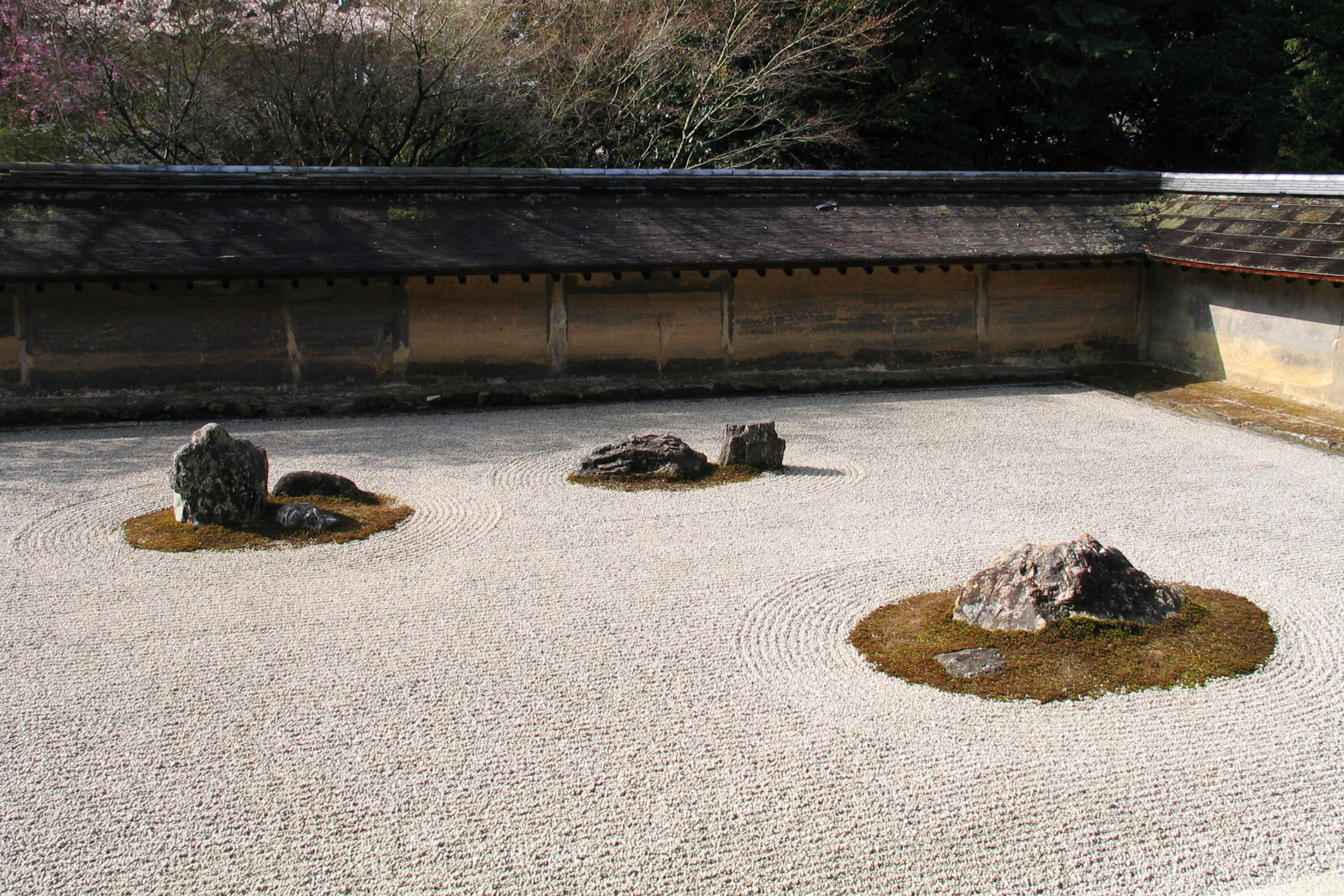
료안지(龍安寺)
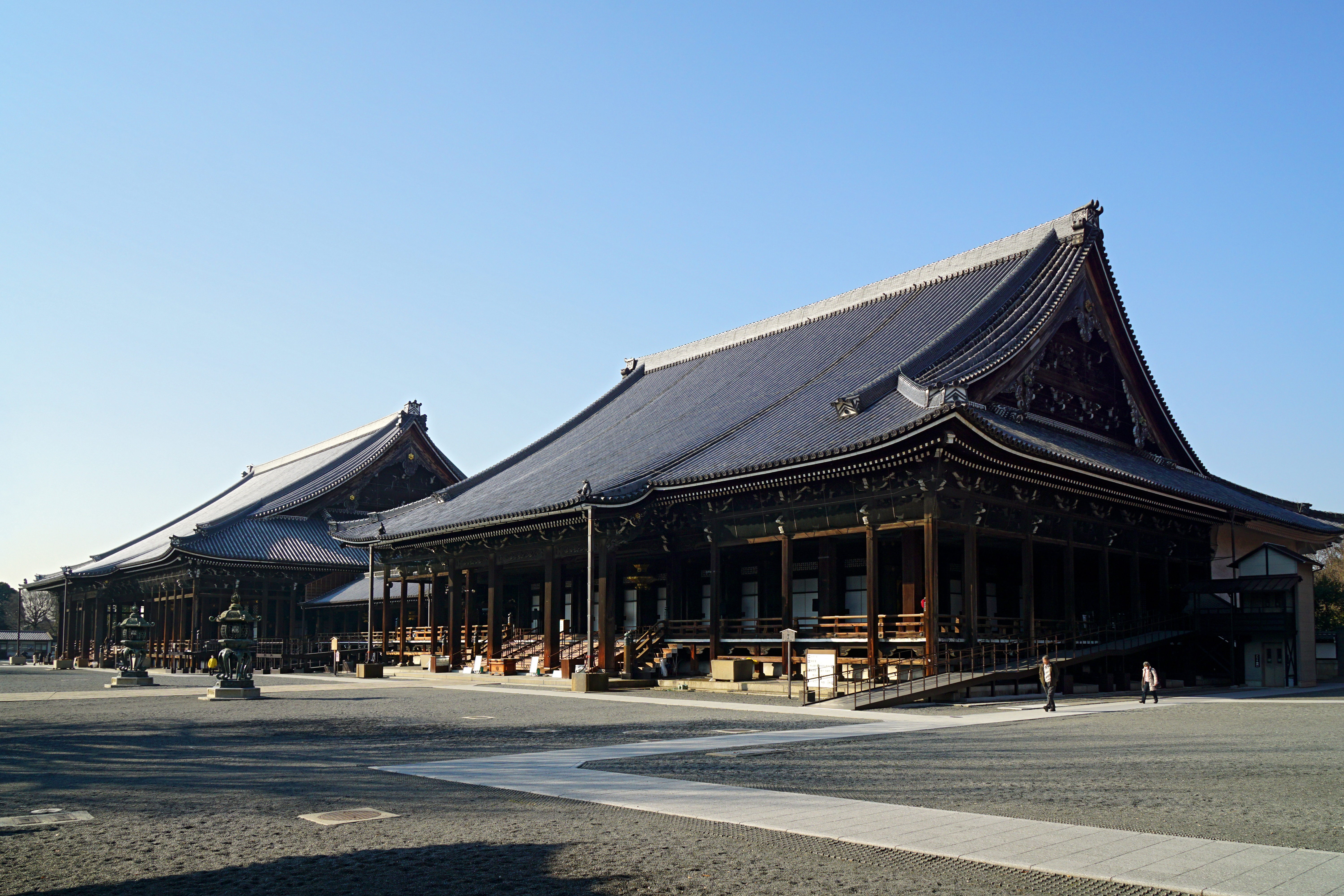
니시혼간지 (西本願寺)
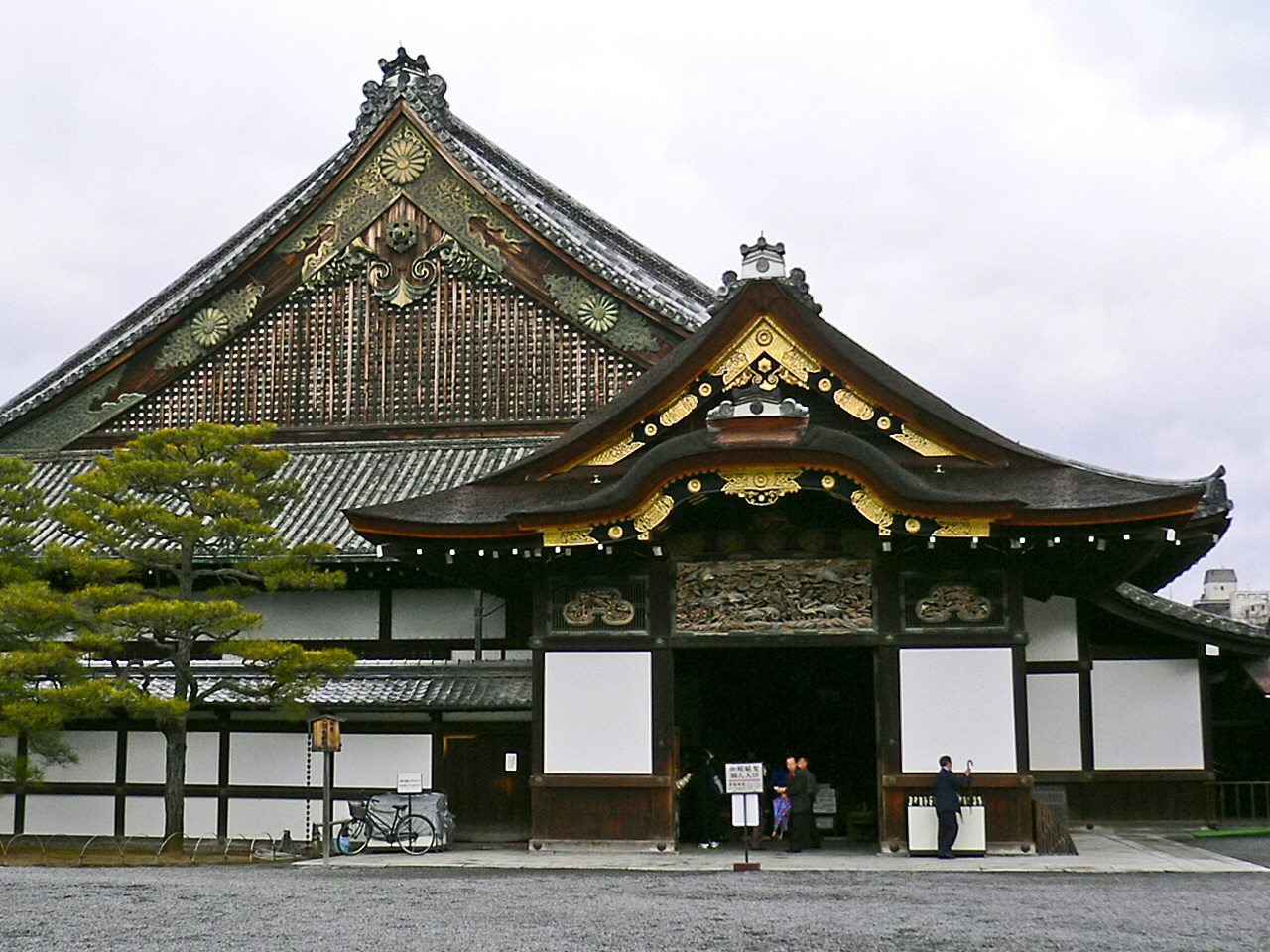
니조성(二条城)
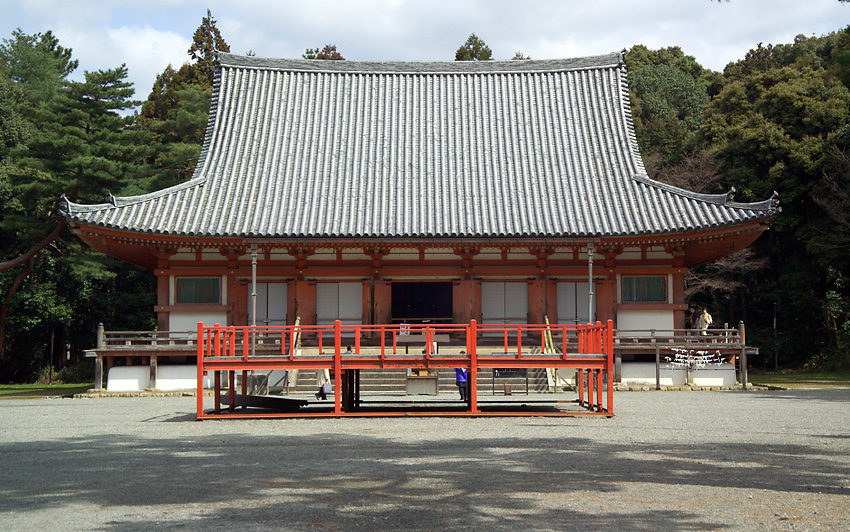
다이고지(醍醐寺)
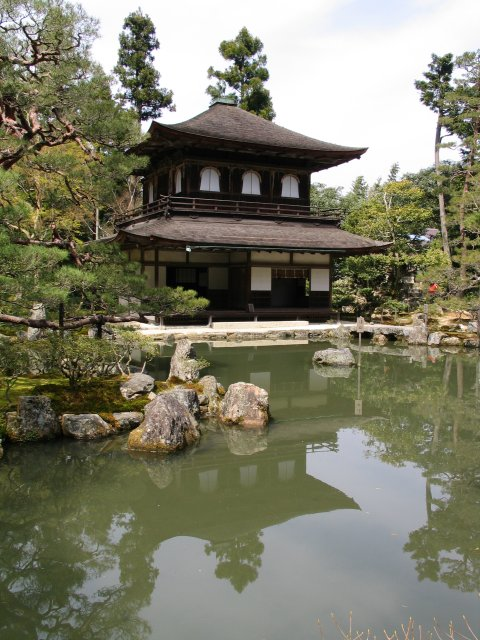
지쇼지(慈照寺)
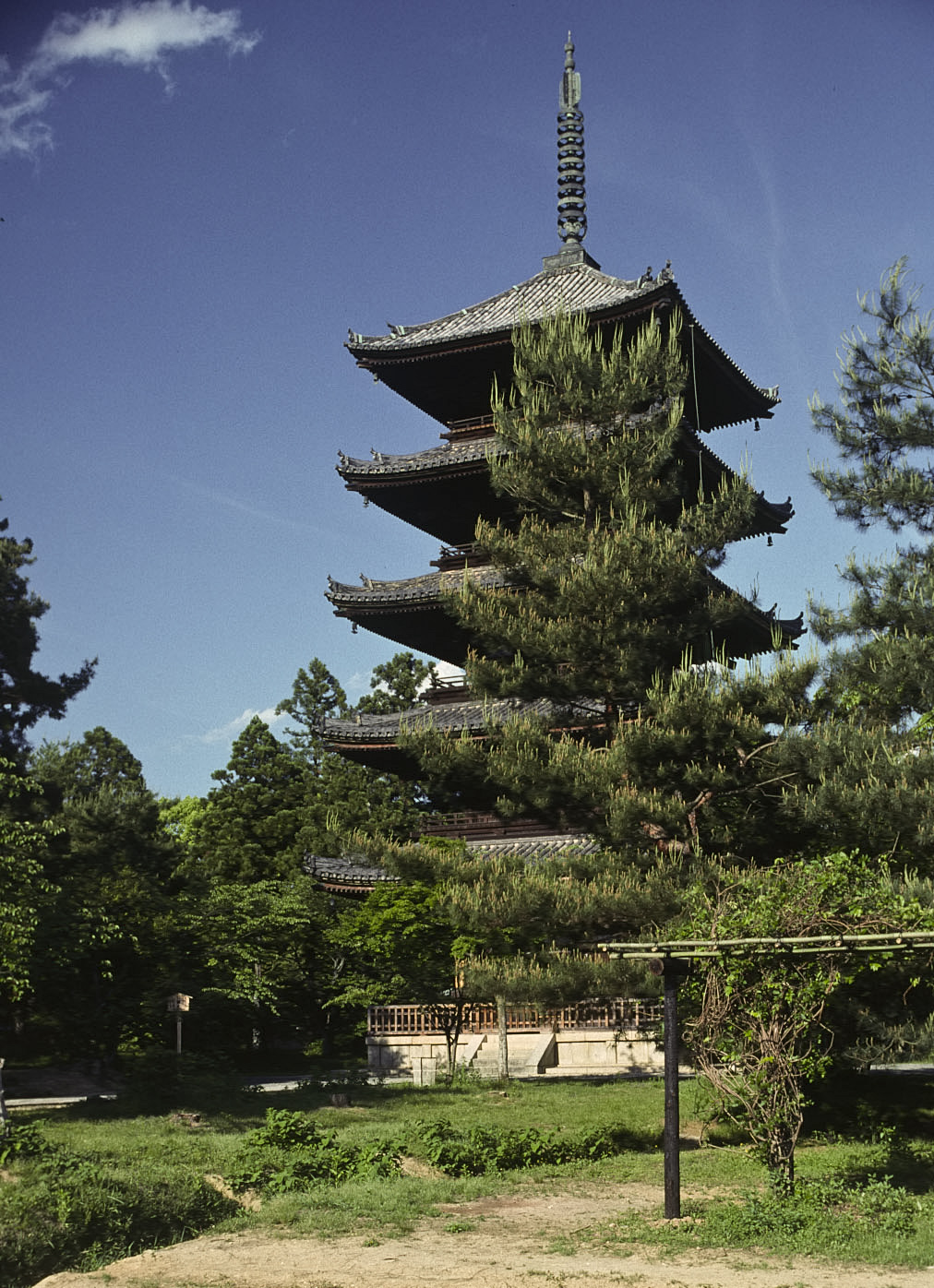
닌나지(仁和寺)
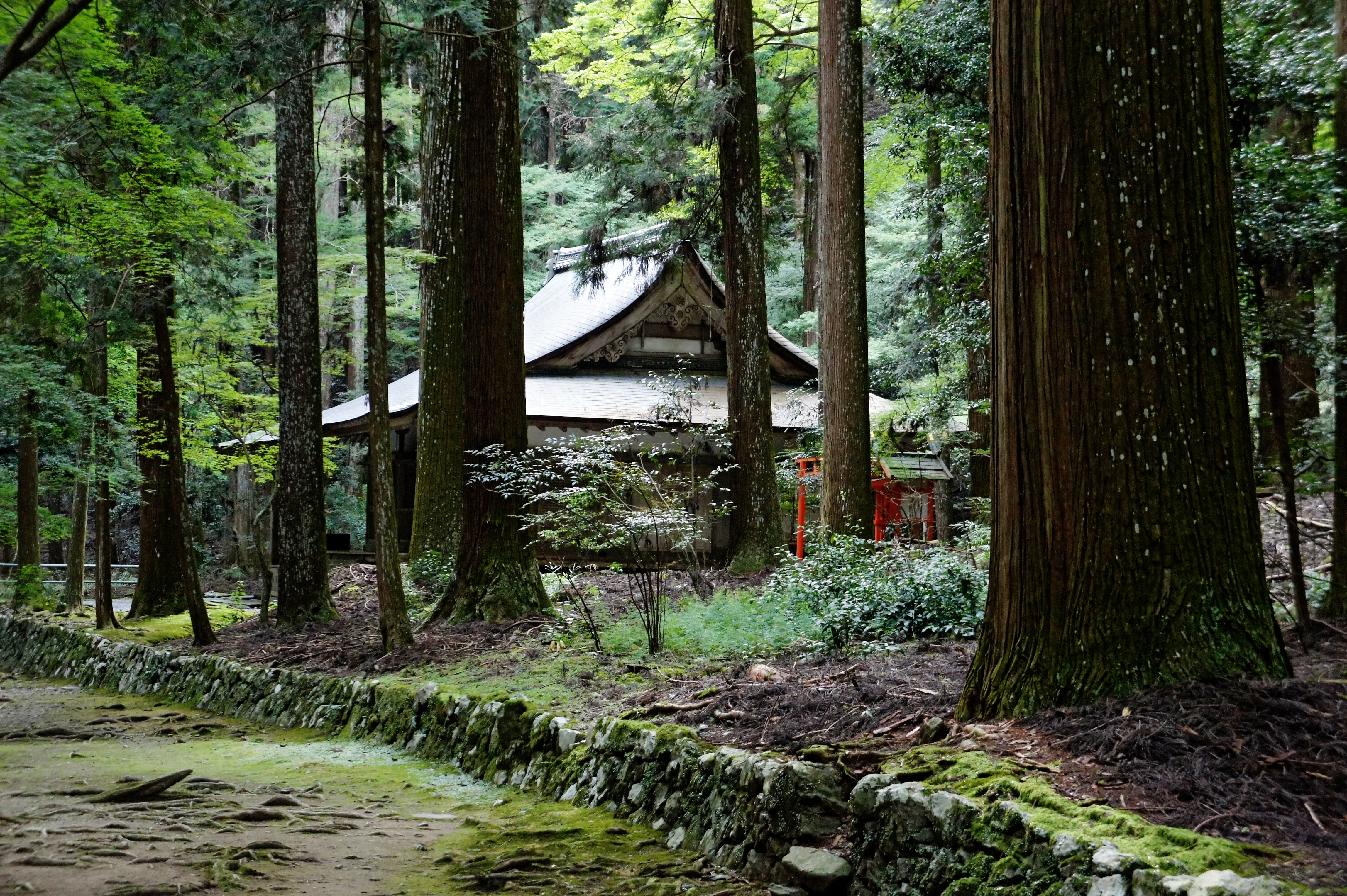
고잔지(高山寺)

### 그 외 관광지
- 교토 타워(京都タワー)
- 기온(祇園)
- 니시키 시장(錦市場)
- 산넨자카(産寧坂)
- 니넨자카(二年坂)
- 아라시야마의 치쿠린(竹林)
- 야사카 신사(八坂神社)
- 야스이 콘피라구(安井金比羅宮)
- 폰토쵸(先斗町)
- 헤이안 신궁(平安神宮)
- 후시미 이나리 신사(伏見稲荷神社)
- 히가시혼간지(東本願寺)

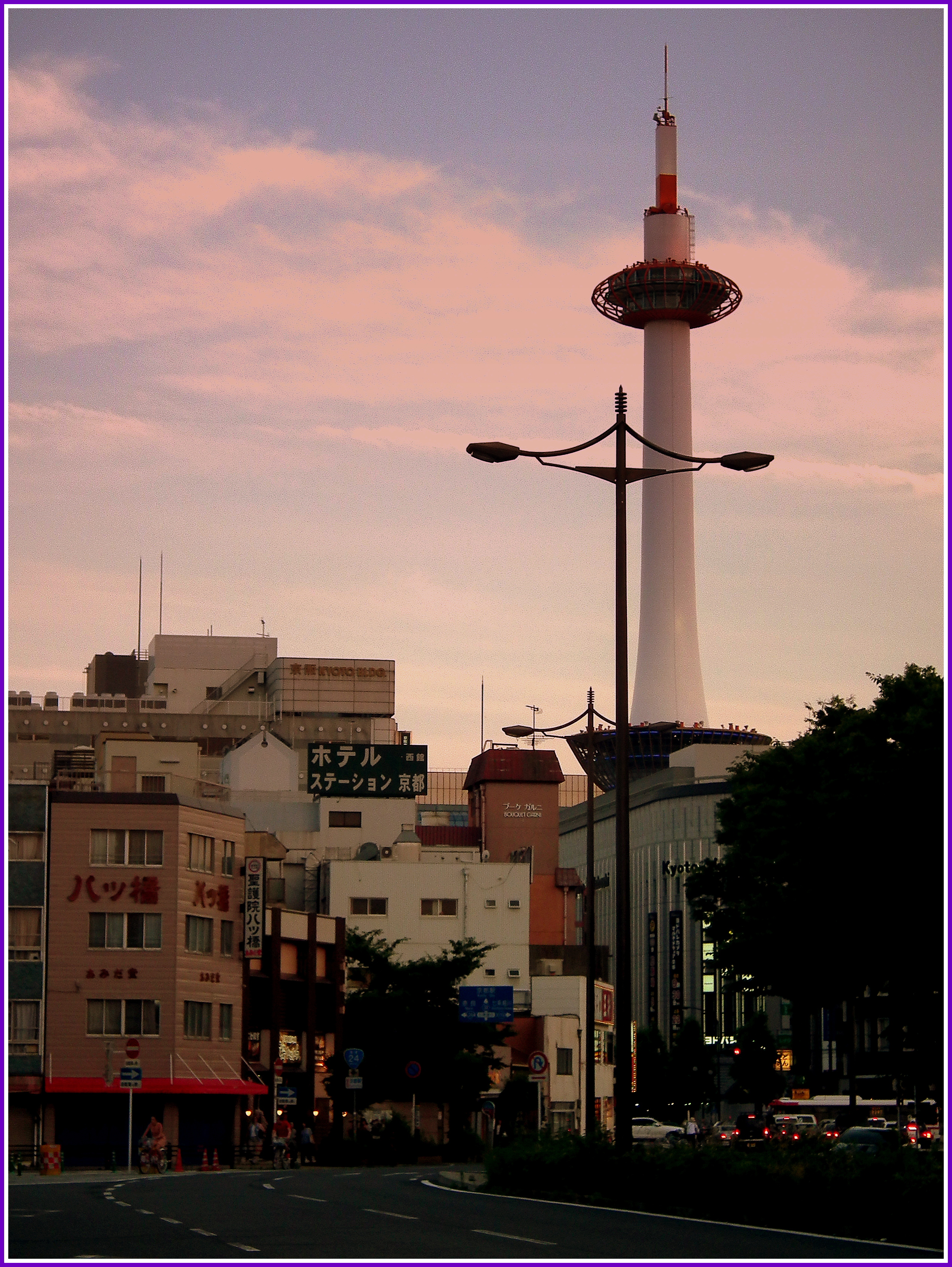
교토 타워
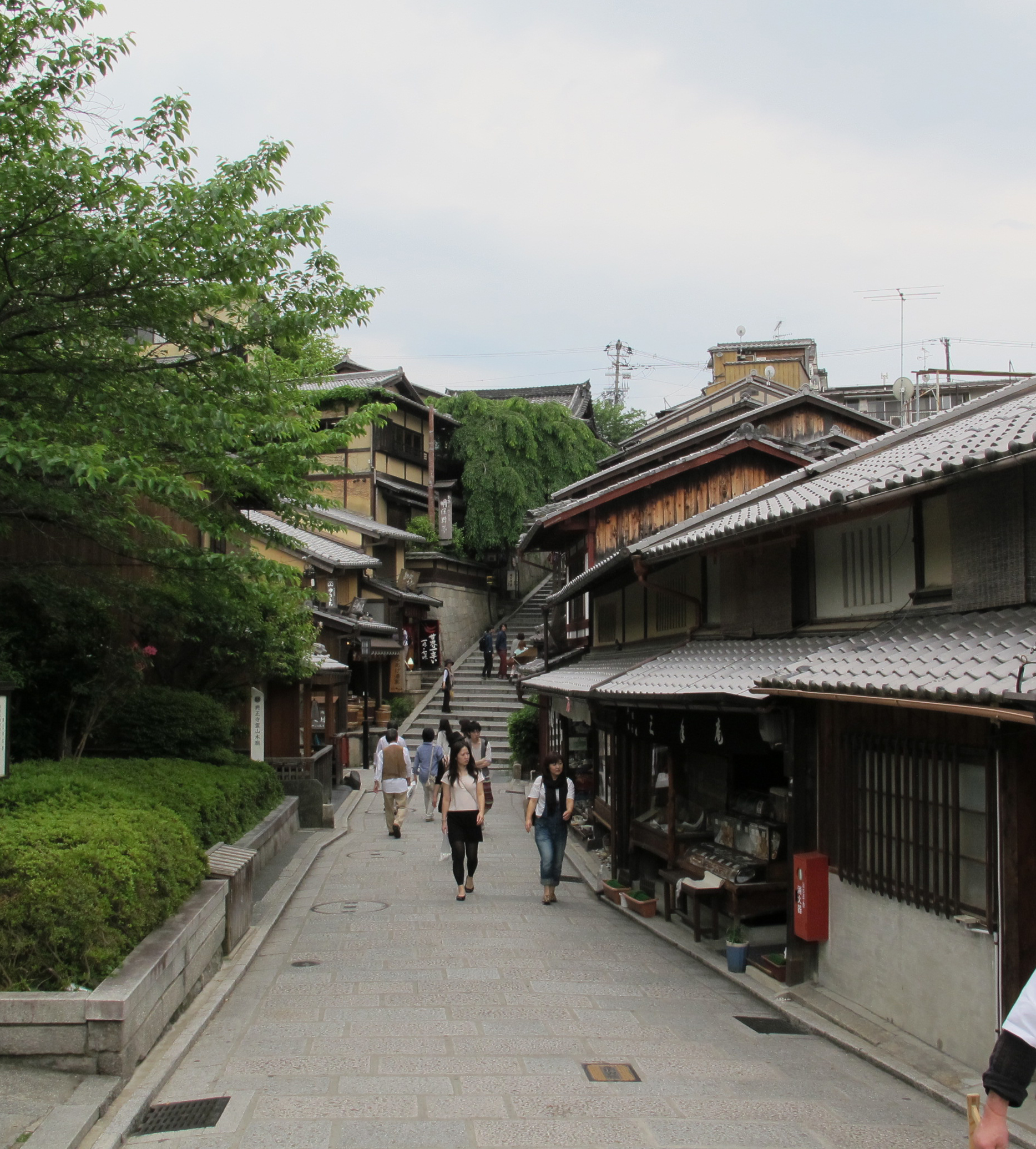
기온 거리
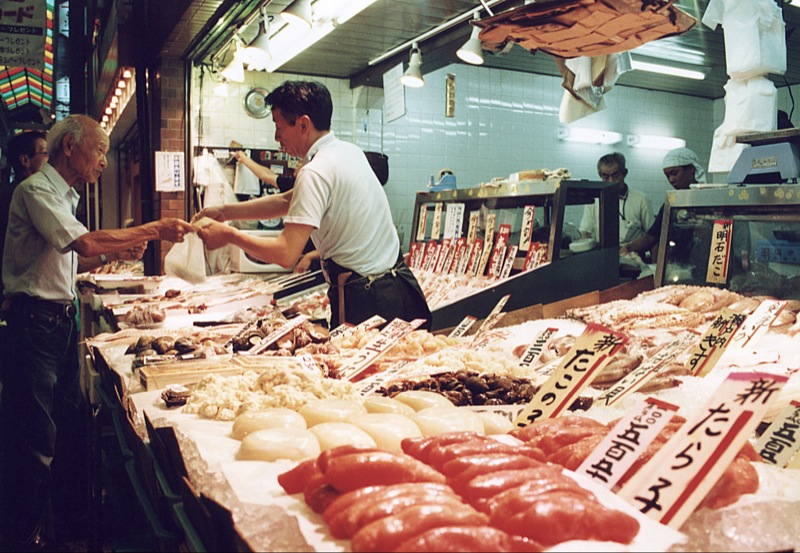
니시키 시장
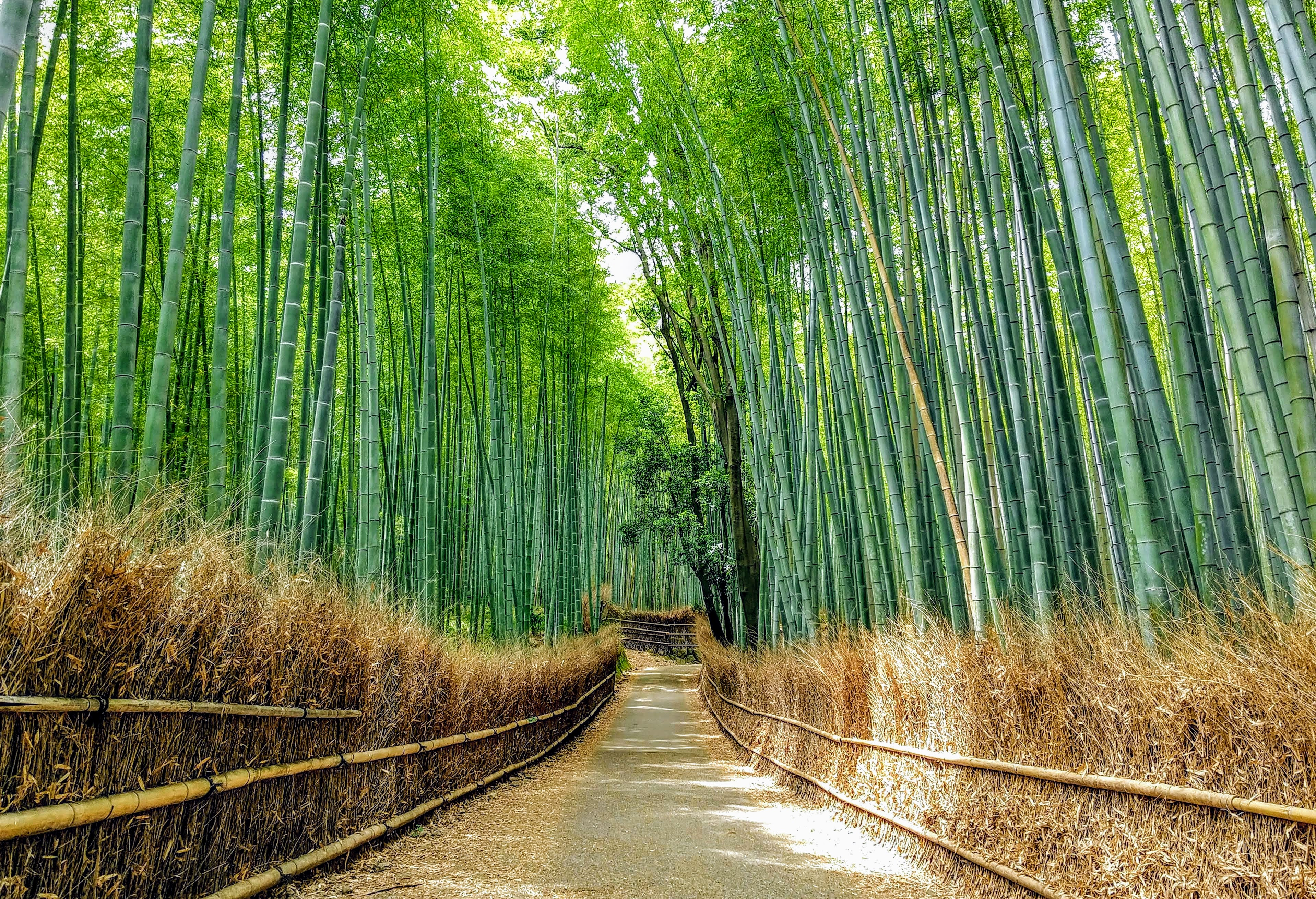
아라시야마의 치쿠린(죽림)
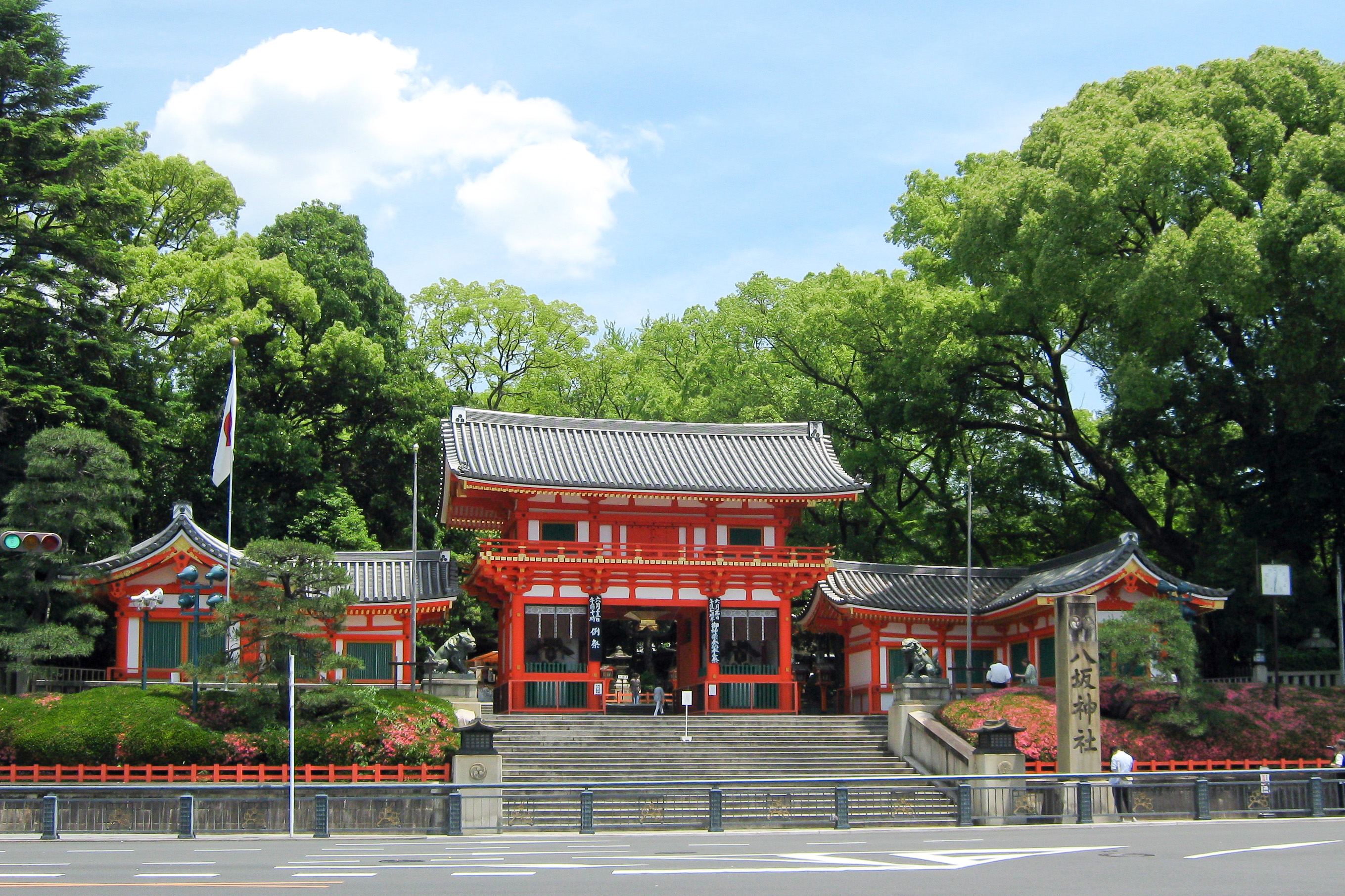
야사카 신사
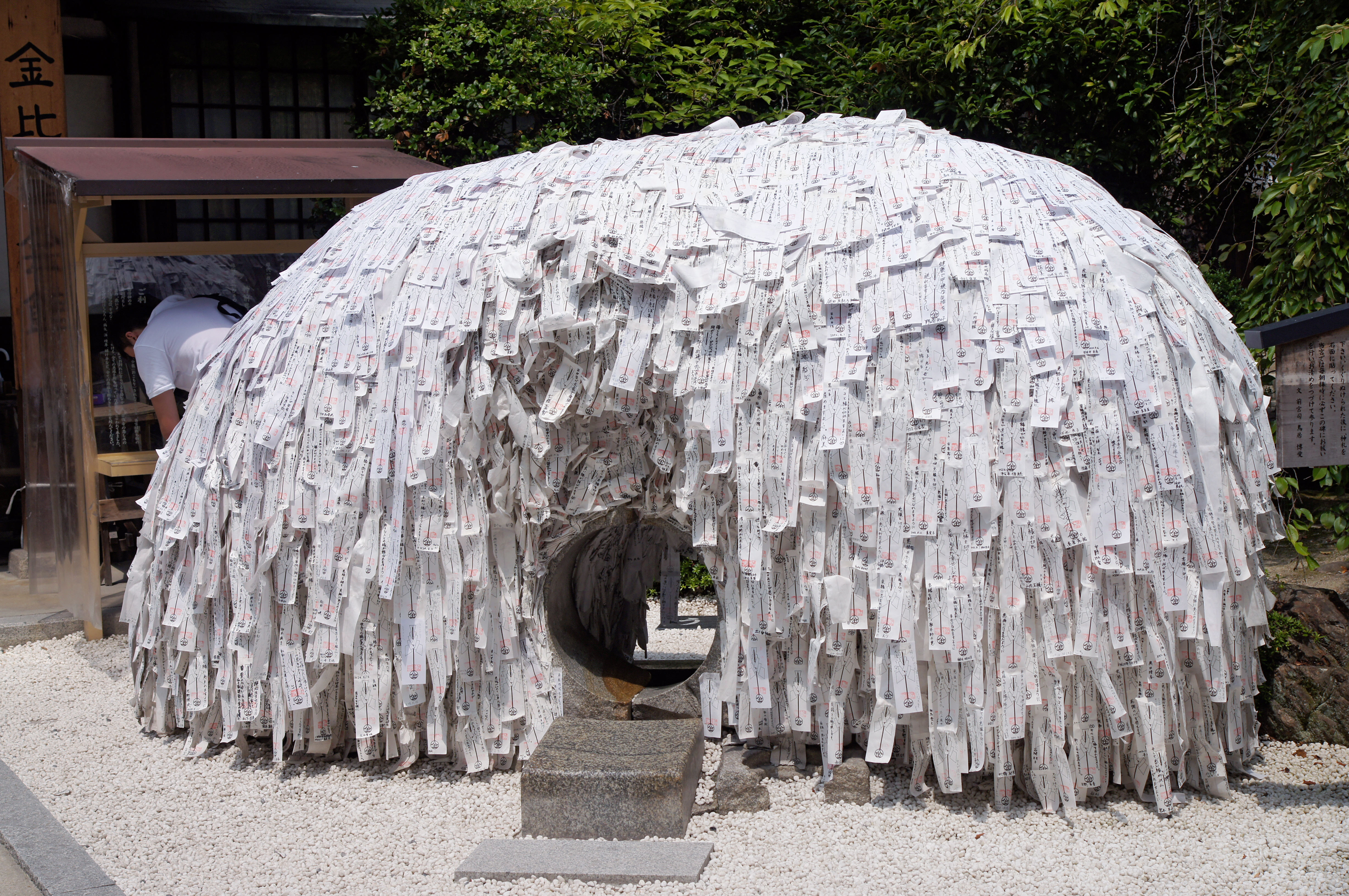
야스이 콘피라구
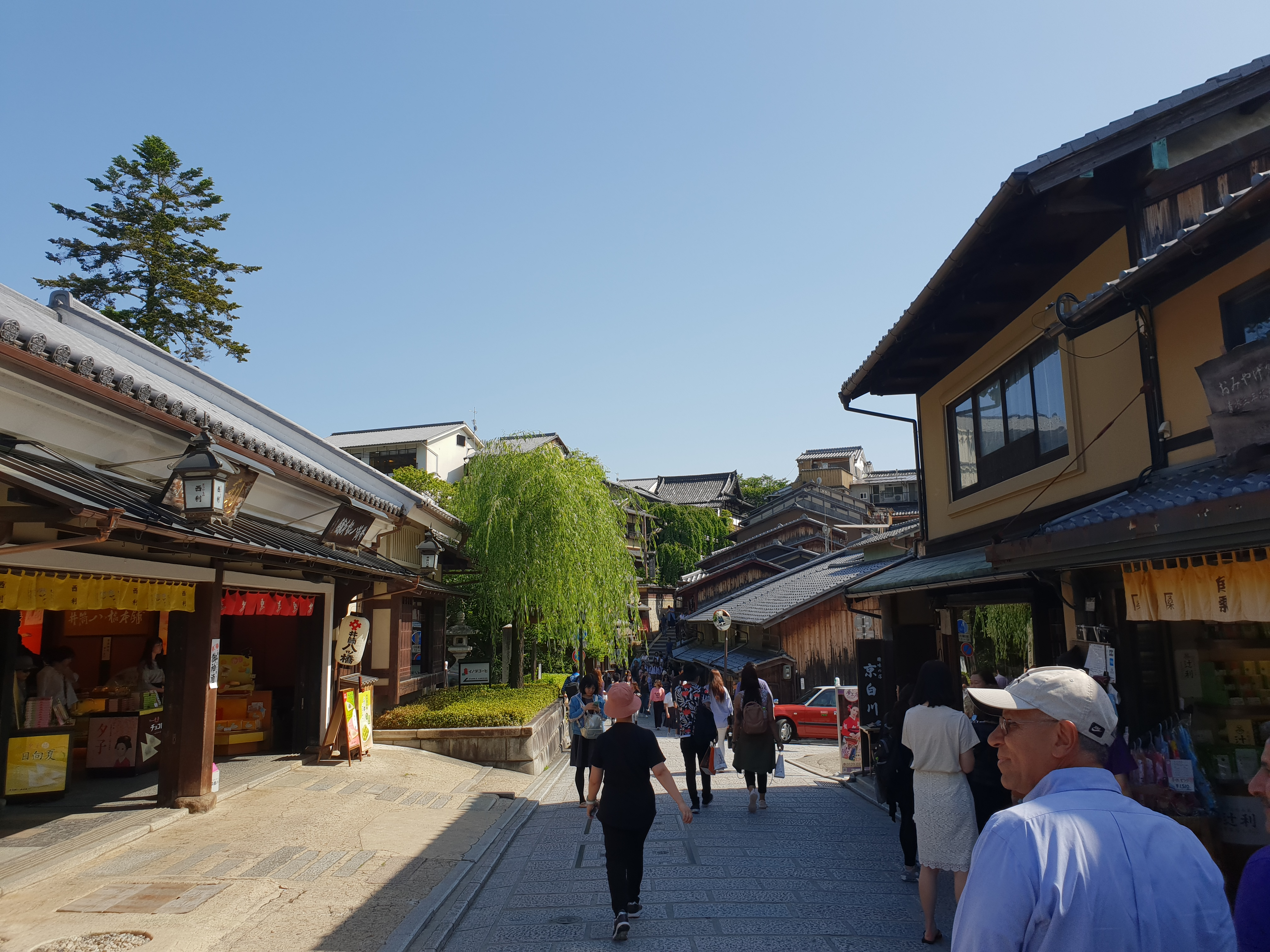
산넨자카
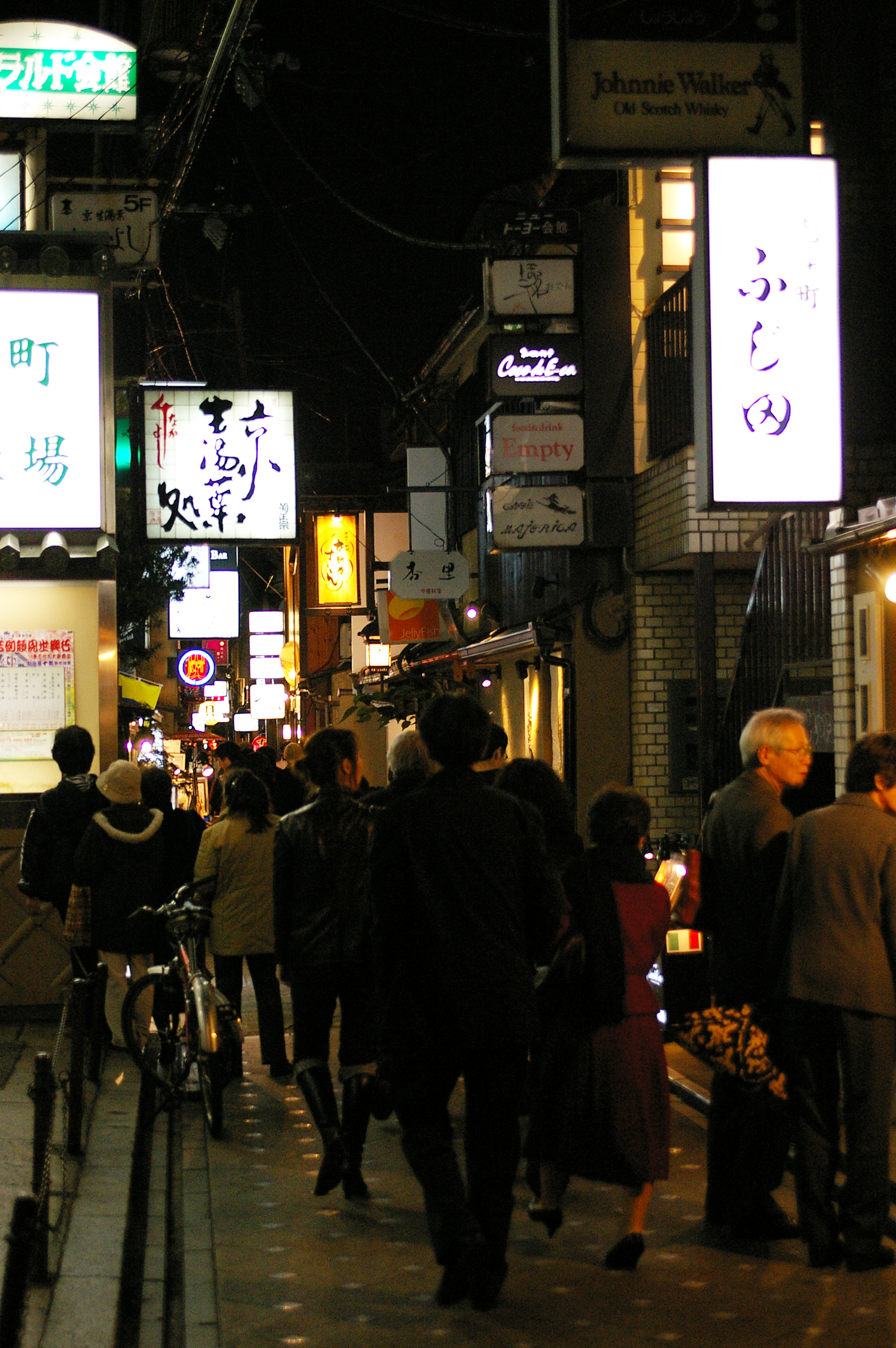
폰토쵸의 밤거리
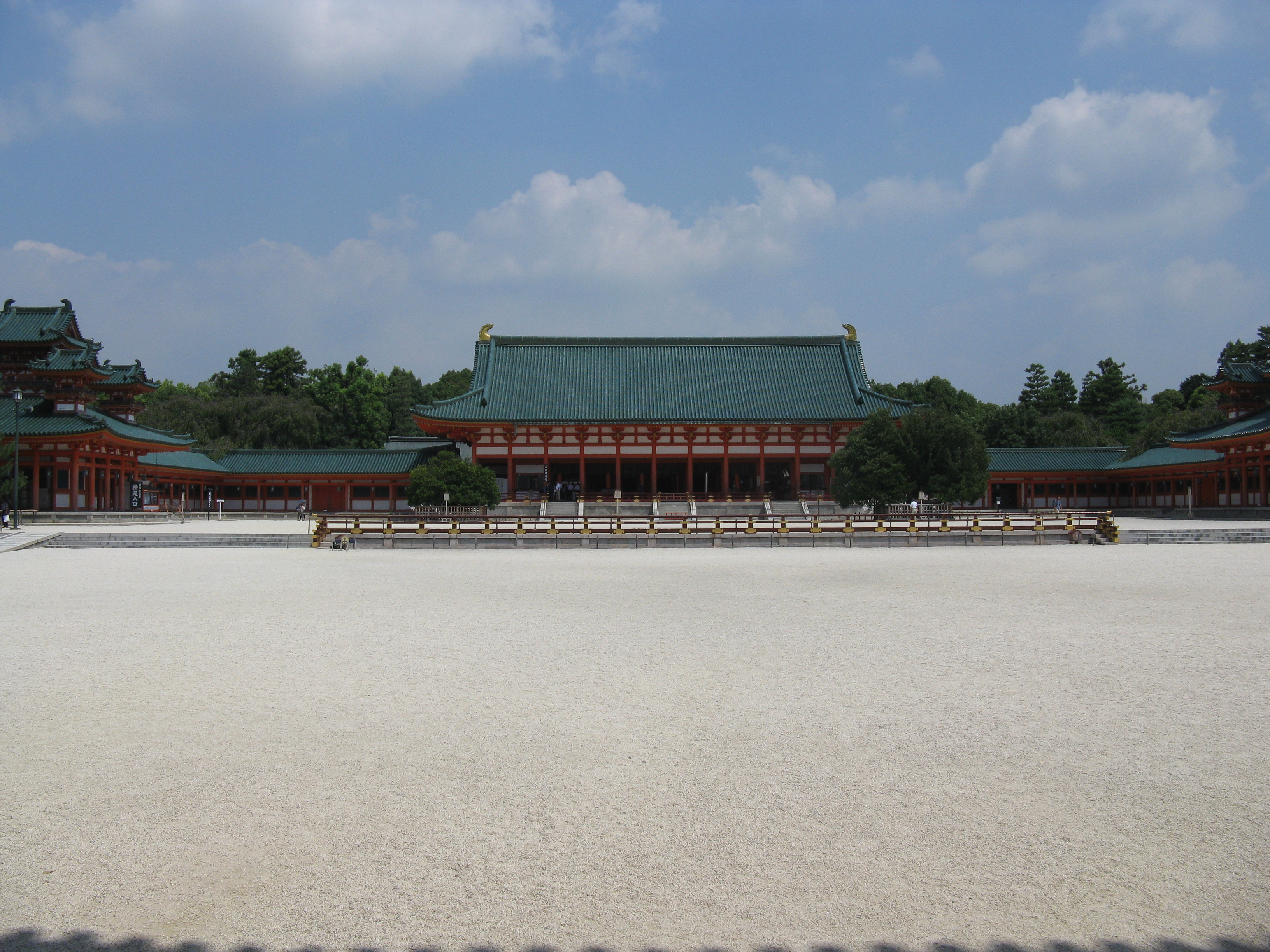
헤이안 신궁 본당(다이고쿠덴)
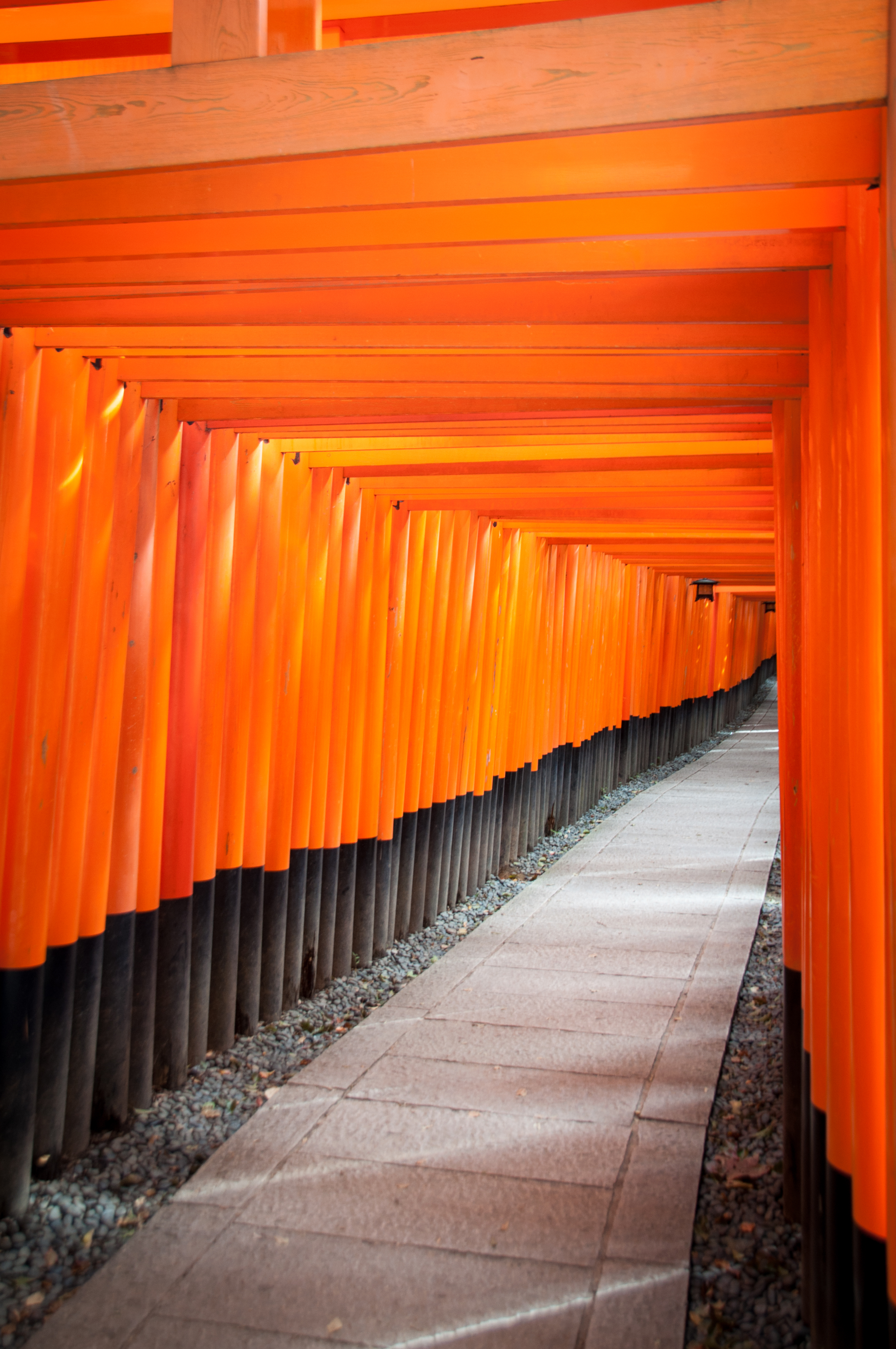
후시미 이나리 신사의 도리이
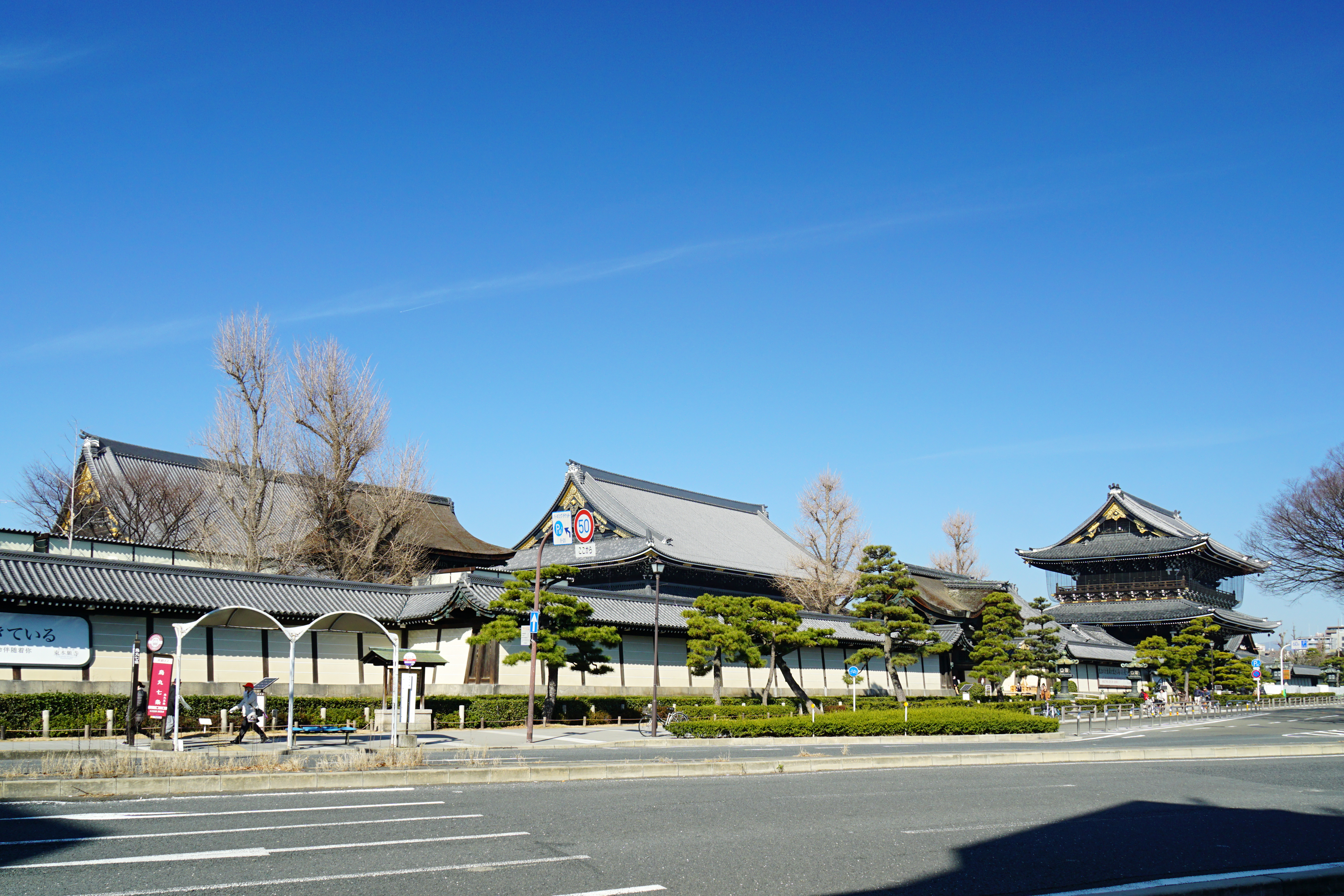
히가시혼간지 고에이도

이 중 임진왜란 당시 만들어진 조선인 귀무덤 미미즈카, 장보고 기념비가 있는 엔랴쿠지, 그리고 윤동주와 정지용 시비가 있는 도시샤(同志社) 대학 등 한국인과 관련이 깊은 관광지가 많다.

## 자매 도시・제휴 도시
- 미국 보스턴
- 프랑스 파리
- 독일 쾰른
- 대한민국 과천시
- 체코 프라하
- 이탈리아 피렌체
- 우크라이나 키이우
- 멕시코 과달라하라
- 크로아티아 자그레브
- 대한민국 경주시

## 스포츠 팀
- 교토 상가 FC(J리그)
- 바니즈 교토 FC(일본 여자 축구 리그 2부)
- 교토 한나리즈(bj리그)
- 교토 아스트 드림즈(일본 여자 프로 야구)

## 같이 보기
- 우토로
- 히라노 신사(일본어판)(일본 교토부 교토시 기타구) - 백제 성왕의 사당
- 백제사(일본어판)(일본 나라현 기타카쓰라기군 고료정)
- 구다라오 신사(백제왕신사, 일본 오사카부 히라카타시)